# 阪神なんば線
阪神なんば線（はんしんなんばせん）は、兵庫県尼崎市の尼崎駅から大阪府大阪市中央区の大阪難波駅までを結ぶ阪神電気鉄道の鉄道路線である。路線名に「阪神」を含む。駅ナンバリングで使われる路線記号はHS。
本項目では、前身の西大阪線（にしおおさかせん）ならびに伝法線（でんぽうせん）時代についても記述する。

## 概要
1924年（大正13年）に伝法線として大物駅 - 伝法駅間が開業、同年に伝法駅 - 千鳥橋駅間が、1928年（昭和3年）に本線と並行する尼崎駅 - 大物駅間が、それぞれ延伸開業した。本線の高速新線である第二阪神線の一部として先行開業したもので、本線の出入橋駅（廃止）から分かれて千鳥橋を経て大物駅、尼崎駅へと進む新線を建設する計画であったが、出入橋駅 - 千鳥橋駅間は昭和恐慌などがあり建設されず、未成線となった。その後、千鳥橋駅から延伸して難波に乗り入れる計画が立てられ、まず先行して1964年（昭和39年）に西九条駅まで延伸、あわせて路線名を西大阪線へと改称した。その後反対運動とオイルショックの影響で工事は中断したものの（西大阪線延伸事業を参照）、平成に入り再開された。
2001年（平成13年）3月31日にユニバーサル・スタジオ・ジャパン (USJ) がオープンし、西九条駅で桜島線（JRゆめ咲線）に乗り換えることでUSJへのアクセス路線として位置づけられるようになった。USJのオープンに先立ち、同年3月10日のダイヤ改正で本線の直通特急・特急が尼崎駅に停車するようになったほか、西日本旅客鉄道（JR西日本）とのタイアップで西九条駅経由ユニバーサルシティ駅への連絡乗車券（USJの入場券は別途購入）が発売された。
2009年（平成21年）3月20日、西九条駅 - 大阪難波駅間が延伸開業し、路線名を阪神なんば線へと改称した。なお、「阪神」を含む「阪神なんば線」が正式な路線名であるが、これは相互直通運転を行なっている近畿日本鉄道（近鉄）に難波線があり、それと区別するためである。また、終点の大阪難波駅は近鉄難波線の近鉄難波駅を改称したものである。延伸区間の線路等の鉄道施設を保有する第三種鉄道事業者である西大阪高速鉄道における路線名は「西大阪延伸線」である。
阪神本線沿線から大阪市西部・南部へのバイパス路線となっており、西九条駅 - 大阪難波駅間が開業したことで、後述する阪神と近鉄難波線・奈良線の相互直通運転も開始され、大阪・難波を経由して神戸・三宮方面と奈良などの近鉄沿線を直接結ぶ関西の広域な鉄道アクセスルートが形成された。大阪難波駅延伸開業時のキャッチフレーズは「神戸・難波・奈良、つながる。」で、2009年12月頃から「ときめきつなぐドラマティックロード」をキャッチフレーズに加えている。
なお、近鉄線と相互直通運転を行う大阪難波駅 - 近鉄奈良駅間のうち、正式路線名はそれぞれ大阪難波駅 - 大阪上本町駅間が難波線、大阪上本町駅 - 布施駅間が大阪線、布施駅 - 近鉄奈良駅間が奈良線となっているが、旅客案内上では大阪難波駅 - 近鉄奈良駅間をまとめて近鉄奈良線と扱われているため、本項でも同様に扱う。
正式な起点は尼崎駅であるが、列車運行上は大阪難波駅から尼崎駅へ向かう列車が下り、逆方向が上りとなっている。

### 路線データ
- 管轄・路線距離（営業キロ）：全長10.1 km
  - 阪神電気鉄道（第一種鉄道事業者）：
    - 尼崎 - 西九条間 6.3 km

  - 阪神電気鉄道（第二種鉄道事業者）、西大阪高速鉄道（第三種鉄道事業者）：
    - 西九条 - 大阪難波間 3.8 km
- 軌間：1435mm
- 駅数：11駅（起終点駅含む）
- 複線区間：全線
- 電化区間：全線電化（直流1500V）
- 閉塞方式：自動閉塞式
- 保安装置：
  - 尼崎 - 桜川間：阪神型ATS
  - 桜川 - 大阪難波間：ATS-SP
- 運転指令所
  - 尼崎 - 桜川間：尼崎運転指令室（阪神指令）
  - 桜川 - 大阪難波間：近畿日本鉄道大阪統括部・大阪総合指令室・奈良線担当（近鉄奈良指令）
- 営業最高速度：106km/h
- 最大編成両数：10両
- 混雑率：73%（2020年度：千鳥橋駅→西九条駅間 7:32 - 8:32）[6]

## 沿線概況
起点である尼崎駅では4面6線のうち中央の2面2線に発着し、本線からの対面乗り換えが可能な構造となっている。尼崎駅を出ると、すぐに地平へと下り、上下線とも本線下りをアンダーパスでくぐり抜け、本線の南側で再び高架線を上り、大物駅に着く。同駅は3面4線の構造であるため本線下りと阪神なんば線上りが同一ホームとなっており、杭瀬駅や千船駅など本線下りから大阪難波方面阪神なんば線上り各駅への乗り換えが容易にできるようになっている。
大物駅を出ると高架線は本線と別れ東へ直進するが、すぐにゼロカーボンベースボールパークが見える。ここには阪神タイガース二軍の本拠地球場である日鉄鋼板SGLスタジアム尼崎とサブ球場、球団寮・室内練習場などが設けられおり、車内からも一瞬ではあるが防球ネット越しに球場の中の様子を窺うこともできる。日鉄鋼板SGLスタジアム尼崎を過ぎると線路は南東に進路を変えそのまま直進、左門殿川、神崎川そして阪神高速3号神戸線を越えるとすぐ出来島駅に着く。出来島駅を過ぎると高架線を下りて地平となり、福駅の手前で初めて踏切を通過する。福駅を過ぎるとやや上り坂となり、架け替え工事中である淀川橋梁を渡り伝法駅に着く。
伝法駅を過ぎると千鳥橋駅の手前で東へとカーブし、高架駅の千鳥橋駅に着く。そのまま高架線を進むと、JR大阪環状線・ゆめ咲線との乗り換え駅である西九条駅に着く。西九条駅は旧西大阪線時代の終着駅であり、将来の難波延伸に備えてJR線を越える高さで造られたものの、長らく延伸工事が中断していたため、JRの手前で線路・ホームともに途切れたままであった。その後ようやく工事が再開され、ホームがJR線の上を跨ぐように南側に延伸された。
西九条駅から先は2009年3月に延伸開業した区間で、九条駅周辺の住民に配慮して車両全体を覆う高さの防音壁が設けられており（本記事冒頭の画像参照）、安治川橋梁を除いて外の景色は窺えなくなっている。そのまま線路は急勾配で地平へと降り、九条駅の手前から地下線となる。Osaka Metro（地下鉄）中央線との乗り換え駅である九条駅は、「地下鉄が高架駅・私鉄（阪神）が地下駅」という珍しい形態である。同駅を出て南東へ折れると間もなく京セラドーム大阪、イオンモール大阪ドームシティの最寄り駅で、Osaka Metro長堀鶴見緑地線（ドーム前千代崎駅）との乗り換え駅であるドーム前駅に着く。同駅は、地下鉄と道頓堀川の下を潜る必要から地下30m（ホームは地下5階）と阪神の駅の中では最も深い位置に設けられているほか、線路のカーブもきつくスキール音が大きく響く（スキール音の原因については#西大阪線延伸事業の節を参照）。同駅を出ると東へと進路を変え桜川駅に着く。同駅は阪神なんば線の北側を並走するOsaka Metro千日前線や、仮称が「汐見橋駅」であったとおり南海高野線（汐見橋線）汐見橋駅との乗り換え駅であるが、南海難波駅と間違えないよう、車内での汐見橋線との乗り換え案内は（放送・表示器・路線図いずれも）一切行っていない（駅構内には案内表示がある）。
桜川駅 - 大阪難波駅間に限り、近鉄が運行管理を担っており（後述）、桜川駅では阪神と近鉄の乗務員が交代する。そのまま直進すると終点の大阪難波駅となり、列車は近鉄難波線を経て奈良線に直通する。

## 運行形態
尼崎駅・大阪難波駅を介する形で、神戸三宮駅 - （阪神本線） - 尼崎駅 - （阪神なんば線） - 大阪難波駅 - （近鉄難波線・大阪線・奈良線） - 近鉄奈良駅間で相互直通運転を行っており、ダイヤは直通運転先の近鉄奈良線とほぼ一体化している。
後述のとおり、快速急行が神戸三宮駅（一部は尼崎駅） - 近鉄奈良駅（一部は大阪難波駅・大和西大寺駅）間で、準急・区間準急・普通が尼崎駅 - 近鉄奈良駅間（最長運行区間）で運行されている。また、阪神なんば線内には待避設備がないため、尼崎方面行きは尼崎駅まで、近鉄奈良方面行きは大阪難波駅まで、それぞれ先着する。
阪神なんば線内で完結する列車は早朝の普通大阪難波発尼崎行き2本のみで、それ以外の全列車が阪神本線または近鉄奈良線と直通する。また、線内の途中駅を始発・終着とする営業列車は存在しないほか、近鉄大阪線（俊徳道駅以遠）と直通する列車は特急（臨時列車）を除けば定期列車では存在しない。
神戸三宮以西（元町・神戸高速線・山陽電気鉄道）方面から当線内各駅、あるいは当線を介して近鉄（大阪難波以東）方面に行く場合は、神戸三宮駅や尼崎駅などでの乗り換えが必要となる。大阪上本町駅（地上ホーム）発着の近鉄特急や、阪神と相互直通運転をしていない大阪線の列車とは、基本的に鶴橋駅での対面乗り換えとなる。各種別ごとの列車接続状況は後節で述べる。
阪神なんば線の開業による直通運転の開始により、ダイヤ乱れの影響がこれまで以上に広範囲に及ぶこととなった。このため、近鉄線内で人身事故など輸送障害が発生した場合は、引き上げ線のある大阪難波駅や桜川駅では折り返さず、西九条駅で運行を打ち切り西九条駅 - 大阪難波駅間は運休となる（快速急行は西九条駅発着ないし本線も含め全区間運休としている）。また、台風接近など災害時も同様に、西九条駅 - 大阪難波駅間のみ運休させることがある。
阪神なんば線でもかつては近鉄奈良線との直通運転による終夜運転を実施していたが、コロナ禍となる直前、2019年大晦日深夜から2020年元日早朝にかけての運転を最後にそれ以降終夜運転は実施していない（のち近鉄は自社線内で終夜運転を再開）。

### 運行本数
日中1時間あたりの基本的な運行本数は以下のようになっている。
| 駅名 ＼ 種別 | 駅名 ＼ 種別 | 本線 直通先 | 尼崎 | …   | 大阪難波 | 近鉄線 直通先 | 備考                             |
| ------------ | ------------ | ----------- | ---- | --- | -------- | ------------- | -------------------------------- |
| 運行本数     | 快速急行     | 神戸三宮←   | 3本  | 3本 | 3本      | →近鉄奈良     |                                  |
| 運行本数     | 区間準急     |             | 3本  | 3本 | 3本      | →大和西大寺   | 東花園始発の列車は準急として運行 |
| 運行本数     | 普通         |             |      |     |          |               |                                  |
| 運行本数     |              | 3本         | 3本  | 3本 | →東花園  |               |                                  |

### 列車種別

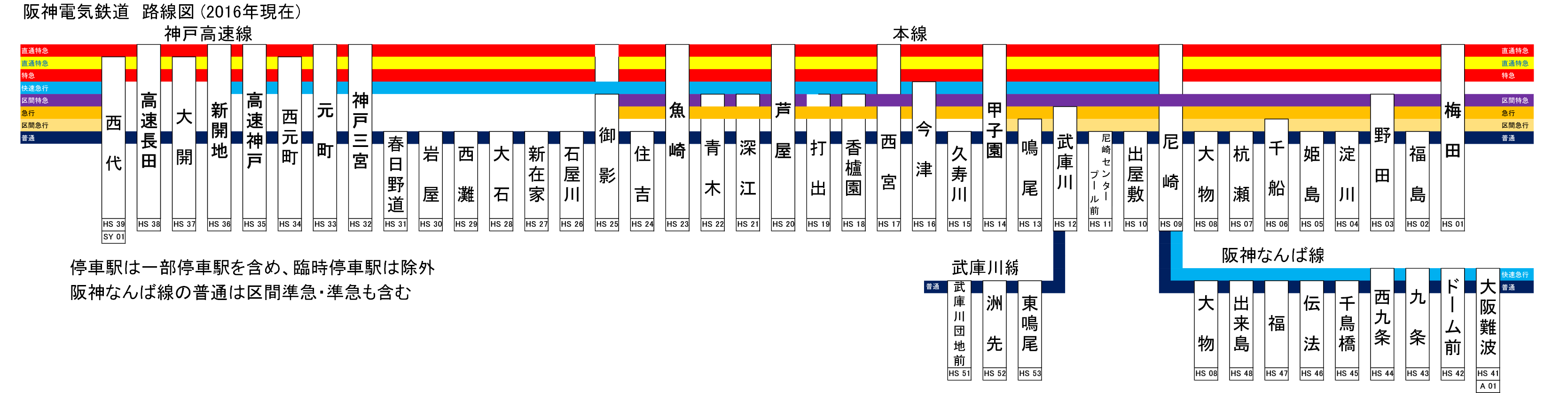
2016年3月改正時点の停車駅（現在とは異なる）

#### 快速急行
阪神なんば線内の一般列車では唯一通過運転を行っている種別である。また一般列車としては唯一本線に乗り入れる。
尼崎駅 - 西九条駅間は途中無停車で、西九条駅 - 大阪難波駅間は各駅に停車する。
基本的に神戸三宮駅 - 近鉄奈良駅間で運行され、この区間を約80分（昼間時間帯）、最速76分で結んでいる。平日朝ラッシュ時は12分間隔（ほか尼崎駅発で7時台と8時台には続行がある）、夜間は概ね30分間隔、その他の時間帯は概ね20分間隔で運行している。ほかにも、神戸三宮発では大和西大寺行きまたは大阪難波行きも一部に設定されている。ただし、近鉄線内で障害が発生した場合は、運休もしくは延伸区間・近鉄線内には乗り入れず西九条駅発着に変更することがある。一時期は土曜・休日朝に神戸高速線新開地駅発近鉄奈良行きもあったが廃止されている（神戸三宮発に変更）。なお、早朝・深夜は本線には乗り入れず尼崎駅発着となっており、尼崎駅で本線の直通特急・特急と接続している。ほかにも、平日16時台には尼崎発近鉄奈良行きが1本設定されている。
- 平日朝の大阪難波行きは、大阪難波駅到着後に急行・区間準急・普通のいずれかに種別変更し、そのまま近鉄線に直通している[注 12]。また、毎月26日の月次祭など天理教の祭典日には、当日が平日ダイヤの場合、朝の大和西大寺行きには特製ヘッドマークが掲出される[13]。

編成は6両・8両・10両のいずれかで運転されているが、本線での停車駅のホーム長の関係から、8両・10両編成の列車については長らく尼崎駅にて増結・切り離しを行い、本線内では6両編成で運転していた。その後、2020年3月14日のダイヤ改正から本線でも一部の列車で8両編成での運転を開始したことで増結・切り離しの回数は大きく減少した。2022年12月17日のダイヤ改正以降、10両編成の列車は減少し、6両または8両編成での運転が主体となっている。尼崎駅発基準では、平日は16時台以降は神戸三宮駅発着も含めほぼ8両（それ以前は6両）で運転され、土曜・休日は一部を除き8両で運転されている。列車は阪神車両・近鉄車両ともに原則として基本編成の6両またはその6両に増結用2両編成を1本ないし2本を連結して運転されるが、運用の都合で土曜・休日ダイヤでは夕方以降で近鉄車両増結用2両編成4本を繋いで運転される列車がある。

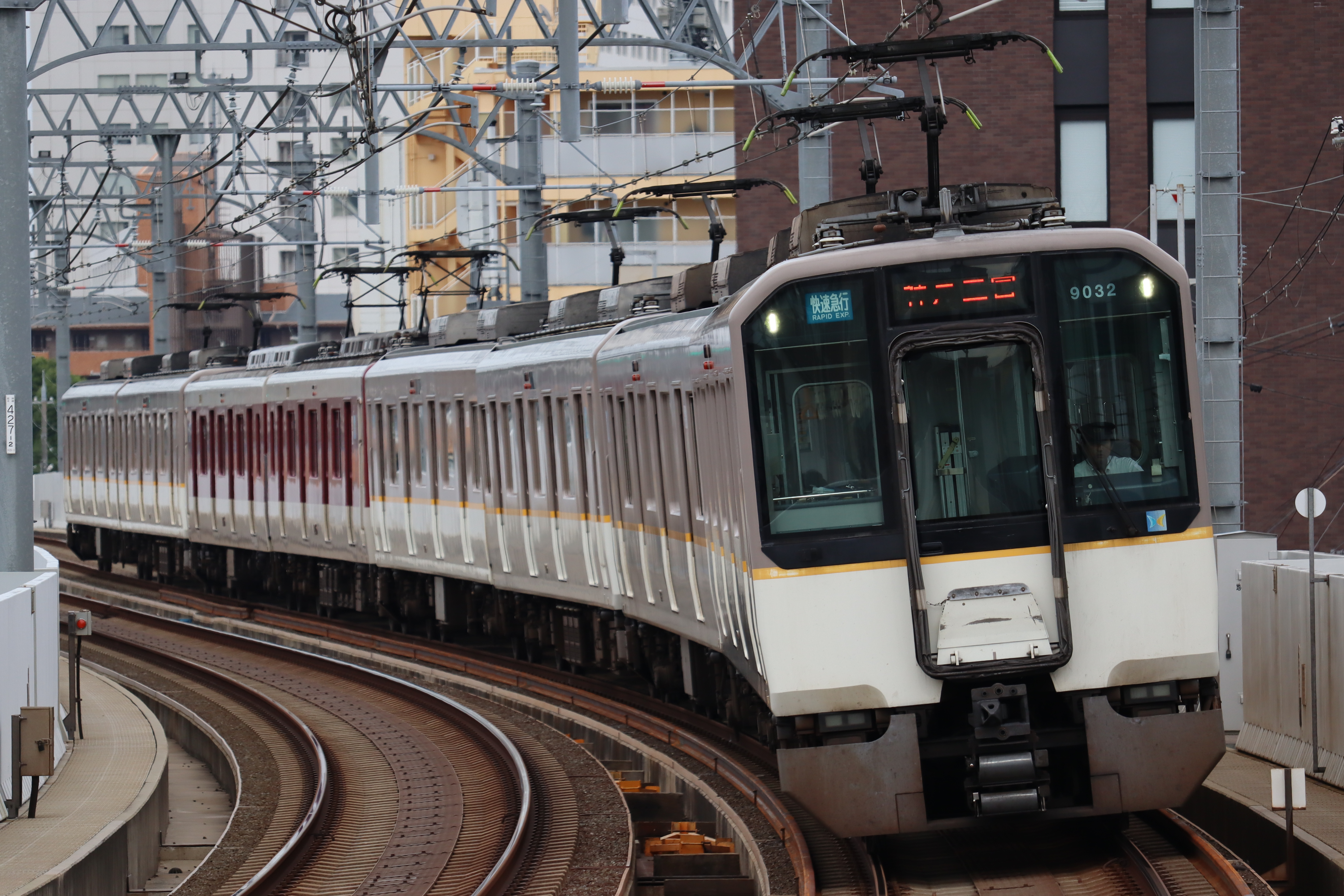
近鉄車両増結用2両編成4本で運行される快速急行（鳴尾・武庫川女子大前駅）

#### 準急・区間準急・普通
準急・区間準急・普通は、いずれの種別も阪神なんば線内は各駅に停車する（準急・区間準急は近鉄線内で通過運転を行っている）。全列車とも6両編成で、尼崎駅 - 東花園駅・瓢簞山駅・石切駅・東生駒駅・大和西大寺駅・近鉄奈良駅間で運行されており、日中は3種別合わせて1時間あたり6本運行されている。
準急・区間準急・普通としてそのまま本線へ直通する列車はないが、例外的に、平日朝に終着の尼崎駅にて神戸三宮行き快速急行に種別変更し本線へ直通する普通尼崎行きが3本存在する。
尼崎駅では本線の急行（一部は快速急行）との接続が考慮されている。また、大物駅では早朝の上り（尼崎発）普通の一部は本線の下り普通との接続が考慮されている。
2012年3月20日のダイヤ改正より快速急行が平日昼間時間帯においても通過運転を実施することになったため、通過駅となる大物駅 - 千鳥橋駅間の削減分は近鉄奈良方面 - 大阪難波駅発着の区間準急を尼崎駅発着に延長して代替した。
2021年4月29日から新型コロナウイルス感染症蔓延拡大による政府からの緊急事態宣言発出及び沿線自治体からの協力要請を受けて、暫定的に終電とその1本前の尼崎発普通東花園行き2本を近鉄線内での旅客営業を取り止め、大阪難波行きに変更する措置をとっていた。この措置は同年7月3日の近鉄のダイヤ変更で通常ダイヤとなり、大阪難波駅延伸後初めて上りでも線内完結列車が設定されることになった。ただ、2022年12月17日のダイヤ改正で深夜時間帯の減便を行ったため、上りでは線内完結列車は廃止され、再び全列車が近鉄奈良線まで運転されるようになった。

#### 臨時列車・団体専用列車
2009年に大阪難波駅まで延伸して以降、阪神なんば線で運行された臨時列車は、一時期行われた、後述の大阪難波行き臨時快速急行（いわゆる『天理臨』）のみである。阪神なんば線は近鉄線と相互直通運転を行っているため近鉄にも影響が及ぶことから、本線とは異なり甲子園球場や京セラドーム大阪でのプロ野球・高校野球、コンサート開催などによるイベントに合わせた突発的な臨時列車の運転は行っていない。
2011年4月18日、天理教の祭典に合わせ、初の阪神・近鉄直通臨時列車として、三宮（現・神戸三宮）発天理行き臨時快速急行が運転された。当日は、通常は神戸三宮駅に到着後回送として折り返す列車を客扱いとし、大阪難波経由天理行きのヘッドマークを取り付け、阪神線内では快速急行の、近鉄線内では急行の、それぞれの停車駅で運転された。2012年1月26日にも春季大祭開催に伴う臨時列車が運行され、同年3月26日以降も平日の祭典日に限り運行した。
この臨時快速急行は、2016年3月19日のダイヤ改正で大和西大寺行き快速急行として定期列車に変更されており、同改正以降は平日の祭典日に限り大和西大寺駅から天理行き臨時急行に変更して延長運転していた（大和西大寺駅で奈良行き急行と接続）が、上記の通り、2021年7月より毎日運行となった（案内はなされていないが、終点の大和西大寺駅で急行天理行きに変更し、そのまま天理駅まで直通運転されている）。また、土曜・休日の祭典日には天理発神戸三宮行きの臨時列車も設定されたが、これも2021年7月より土曜・休日ダイヤでは定期運行となった。2022年12月のダイヤ変更で、平日朝8時台にも尼崎 → 大阪難波間を続行する快速急行（先行列車は尼崎発近鉄奈良行き、後続列車は神戸三宮発大阪難波行き）が設定されたが、このうち先行列車の近鉄奈良行きについては天理教祭典日に限り、後ろの4両が大和西大寺駅で切り離されたのち臨時急行天理行きとなる。
そのほか、毎年8月に開催されたみなとこうべ海上花火大会当日と12月の神戸ルミナリエ開催期間中の土曜・日曜において、夜間の尼崎始発の普通の一部を神戸三宮発に延長し、本線区間を臨時快速急行として運転した例もあった。なお、2020年以降は新型コロナウイルス感染症拡大の影響でイベントが中止されたこともあり、本線での臨時快速急行の設定もなくなった。
団体専用列車としては、近鉄の特急型車両を使用した近鉄名古屋駅または伊勢方面とを往復するイベント列車の運行が行われたほか、2013年2月24日には、阪神なんば線開業後初めて山陽姫路駅から近鉄奈良駅を直通で結ぶイベント列車が運行された。さらに2014年7月13日には、近鉄奈良駅から山陽姫路駅までを直通で結ぶイベント列車も運行した。2019年の開業10周年の節目にも阪神・近鉄の2社および山陽・阪神・近鉄の3社直通のイベント列車が運行された。

#### 回送列車の運行

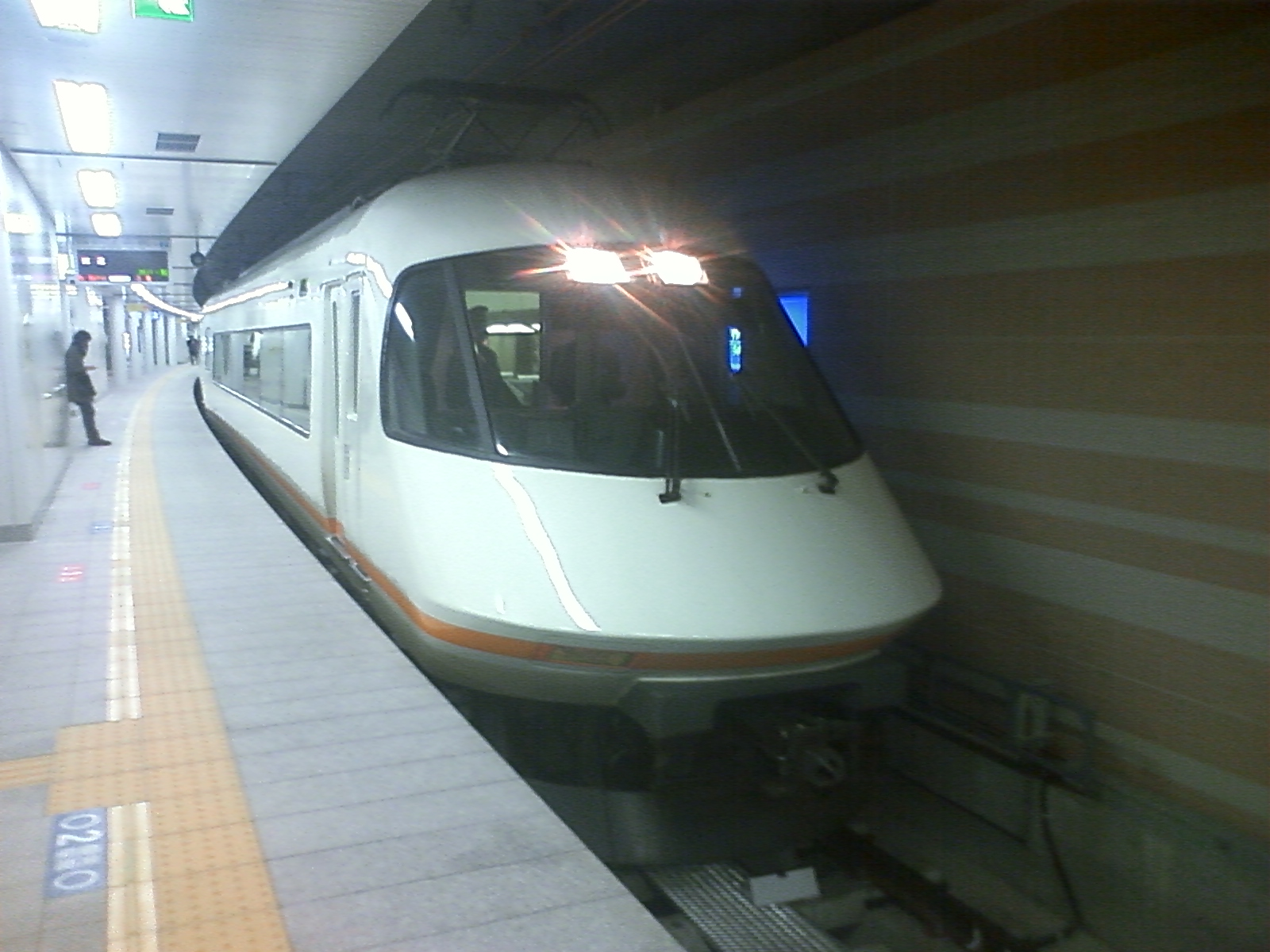
桜川駅に停車中の近鉄21000系回送列車

近鉄難波駅（現・大阪難波駅）西側の引き上げ線3線のうち、両端2線を阪神なんば線と接続した代替として、桜川駅のドーム前駅寄りに新たに引き上げ線2本を設けたため、阪神直通非対応の近鉄の一般車や特急車も、回送列車として桜川駅まで乗り入れることとなった。このため阪神の路線ながら桜川駅 - 大阪難波駅間に限り特例で近鉄が運行管理を担っており、信号設備が近鉄仕様になっているほか、列車保安装置も近鉄用のATS-SPが設置され、運転指令も阪神の尼崎列車指令室（阪神指令）ではなく近鉄の大阪運転指令室・奈良線担当（近鉄奈良指令）の担当となっている。

##### 乗務員交代
近鉄と阪神の乗務員交代は、前述の回送列車の運行上の関係で、境界駅の大阪難波駅ではなく桜川駅にて行われる。またこれに合わせて、同じく桜川駅にて阪神用の電鈴と近鉄用の電鈴の設定・ATS・列車無線・列車選別装置もワンタッチ式の相直切替スイッチにより変更される。タブレット端末の操作による車内自動放送についても、各社の乗務員がそれぞれ携行する端末を用いて放送する。

### 大阪難波延伸に伴うダイヤの検討
阪神なんば線のダイヤを検討する中で一番苦慮した点は、朝ラッシュ時の本線となんば線との運転本数比の設定であった。なんば線へのシフト量を見極めるため、需要予測等を勘案した結果、本線を12分サイクルに変更のうえ、列車種別を整理することで解決した。

#### 近鉄との協議
阪神は約2年間にわたり相互直通運転を実現するために近鉄と協議を行った。
神戸三宮駅 - 近鉄奈良駅間の所要時分は、最速80分未満を目標とし、快速急行で最速76分での運行を実現している。一方、編成両数については快速急行の速達性確保や尼崎駅での連結開放作業の負担軽減のため、近鉄奈良線の輸送力範囲で問題にならない6両とし、朝ラッシュ時の難波・奈良方面列車及び土休日の昼間時間帯は6両編成で運行することになった。
快速急行の運転本数及び運転区間は旅客需要や要員計画等の制約も踏まえ検討を行った。特に平日日中は尼崎駅折り返しも検討したが、深夜帯以外は基本的に三宮駅 - 近鉄奈良駅間で運転することを重視し、1時間あたり3本運転することとした。
- 当節の参考文献：『鉄道ピクトリアル』 2017年12月臨時増刊号 阪神電気鉄道特集。

#### 本線ダイヤの改善
阪神なんば線開業に伴うダイヤ改正に合わせて本線ダイヤの課題も解消した。
本線のダイヤは長きにわたり基本形態を変えていなかったため最混雑区間（淀川駅 - 野田駅間）におけるラッシュ時1時間あたりの混雑率が115%と他社に比べて著しく低い一方で、最も混雑する区間特急は190%、待避の多い準急等は60%前後と大きなばらつきがあった。また大半の列車を神戸・姫路方面から梅田駅（現在の大阪梅田駅）まで運転しており各区間で混雑率に大きな差が生じていた。このため、普通車を除く全ての速達列車を梅田駅先着とし、列車種別ごとに輸送を分担することにした。その結果、最混雑率は135%となりばらつきも解消された。加えて本線の列車種別を削減して種別ごとの停車駅を可能な限り統一し、簡明なダイヤを目指した。
さらに、山陽電鉄との相互直通運転ではこれまで両社間で運転業務を受委託する形態を取っていたが、須磨浦公園行き特急が山陽線内普通車の役割を担うことで、山陽乗務員の大石駅乗り入れ負担を解消すると同時に（一部時間帯を除く）、特急は全て高速神戸駅で乗務交代を行うことになり、阪神乗務員の山陽乗り入れ負担も解消された。
- 当節の参考文献：『阪神なんば線（西大阪延伸線）整備事業誌』 阪神電気鉄道・西大阪高速鉄道、2012年1月。

### 大阪難波延伸以前の運行形態
かつては本線に直通する西大阪線特急が運転されていたことがあったが、1974年11月の同特急廃止後は、大阪難波延伸開業まで線内折り返しの普通列車のみの運転となっていた。西大阪線では2009年1月22日まで、普通用のジェットカーのほか、急行用の赤胴車も普通列車として運用されていた。1970年代後半から1983年4月の完全冷房化達成までは、冷房化が進んでいた赤胴車が優先的に運行されていたことから、冷房車に乗れる確率は非常に高く、夏場は好評であった。
2009年（平成21年）1月23日からは、営業列車の延長運転による延伸区間（西九条駅 - 桜川駅間）での試運転開始に伴い、近鉄直通対応車である9000系・1000系での運転となり、同時に従来の4両編成から6両編成に変更されている。
西大阪線のダイヤは平日の日中で10分間隔だが、本線との接続の関係からか、夕方ラッシュ時には12分間隔と、ラッシュ時に運転間隔が間延びする状態になっていた。また、休日は早朝・深夜を除くと10分間隔を保っていた。

#### 西大阪線特急
1965年（昭和40年）9月15日から1974年（昭和49年）11月30日まで、西大阪線と本線を直通する「西大阪線特急」が、西九条駅 - 元町駅（1968年の神戸高速鉄道開業以降は三宮駅）間で運行されていた。「西大阪特急」「N特」とも呼ばれていたが、「西大阪線特急」は愛称ではなく種別名で、阪神電気鉄道の社史や公式年表にも明記されている。また、当時の駅自動放送でも「西大阪線特急がまいります」とアナウンスされていた。
大阪市西南部から神戸への短絡ルートを作る目的で設定されたが、西九条駅が都心でない不便な位置にあったこと、同区間のまとまった需要が少なかったこともあり利用が低迷した。その本意に反し、西宮駅や尼崎駅から神戸に出る際の速達列車として使う旅客が多かったという。本線では、梅田駅 - 元町駅間を走る特急に上りは後追い、下りは先行するダイヤで、終始2両編成で運行されていた。本線の大物駅 - 姫島駅間高架化工事に関連して線路容量が減少したことを理由に僅か9年で廃止されたが、乗車率が低迷していたこともあり、同区間の高架化工事が完了（して線路容量が回復した）後も復活することはなかった。
停車駅
西九条駅 - 尼崎駅 - 西宮駅 - 三宮駅 - 元町駅
なお、当時の本線特急の梅田駅 - 三宮駅間の停車駅は西宮駅・芦屋駅・御影駅で、尼崎駅は通過していた。
運行時間帯・間隔
9時半から16時まで、12分間隔で西九条駅・元町駅（後に三宮駅）を発車していた。
所要時間
西九条駅 - 元町駅間を28分で、西九条駅 - 三宮駅間を25分で結んでいた。
この西大阪線特急には列車種類選別装置導入時に“N”の種別記号が付与された。これは、西大阪線特急廃止後長らく使われなかったが、時を経て快速急行が設定され、その後のダイヤ改正の際にこの種別の記号として復活した。大阪難波駅延伸後はその快速急行が本線と阪神なんば線を直通している。

## 旅客案内

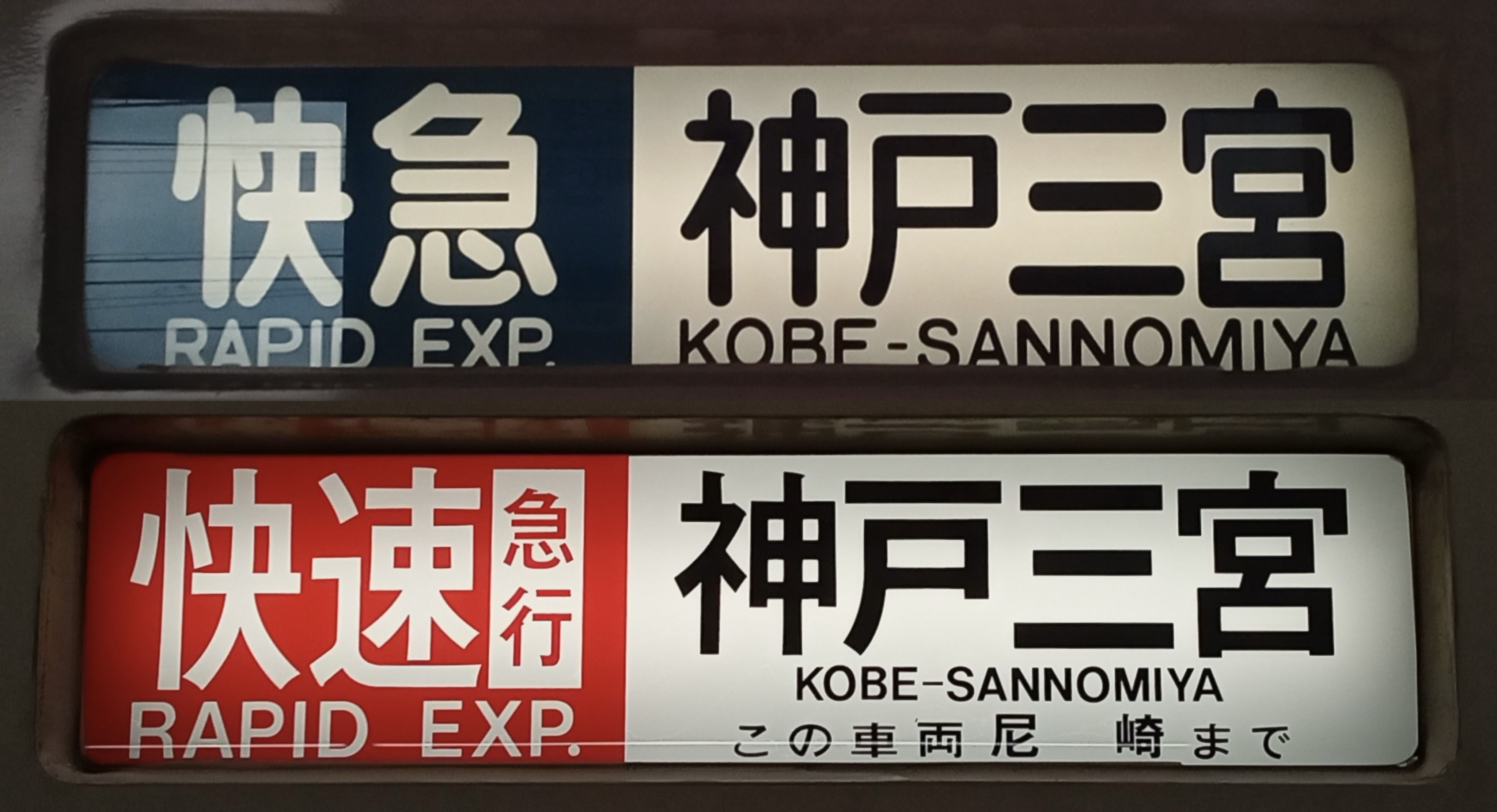
近鉄1026系の快速急行の側面方向幕。上が阪神仕様、下が近鉄仕様。

快速急行の種別色は、阪神が水色（  快速急行 〈先頭車正面〉または  快急 〈各車両側面〉）、近鉄が赤色（快速 急行 、急行の字は縦書き。本節の画像参照）と異なっており、直通列車は桜川駅 - 大阪難波駅間で表示を切り替えている。近鉄車の阪神仕様の方向幕は、フォントも阪神のフォーマットにあわせた丸ゴシック（ナールに近いもの）となっている。なお、準急・区間準急・普通には阪神仕様の幕は用意されておらず、阪神なんば線内でも近鉄仕様のものを使用している。
近鉄と阪神で車両の長さやドア数が異なるため、相互直通運転開始にあたり、乗車位置案内の整備が行われた。駅のホーム上や発車標などで、阪神は阪神車（山陽車も含む）を○、近鉄車を△で、近鉄では近鉄車を○、阪神車を△で案内し、乗客を誘導している。また、2018年3月17日配信開始のスマートフォンアプリ「阪神アプリ」の駅時刻表、列車走行位置サービスでも、各列車の乗車位置（○・△）を確認できる。

### 車内自動放送
2016年（平成28年）3月から近鉄の路線で車内放送が自動化されたのに合わせて、近鉄の車掌が乗務している桜川駅 - 大阪難波駅間のみで近鉄仕様の自動放送を開始した。
2019年3月20日からは阪神でも同様にタブレット端末による多言語車内自動放送を開始し、原則として7 - 20時の快速急行および桜川駅 - 尼崎駅間の全列車に導入された。

## 使用車両
阪神電鉄は阪神なんば線の開業に併せて1000系を新造し、2007年度から順次導入している。また9000系も全編成が近鉄乗り入れ対応改造を受けた。
近鉄からの回送車を除けば、すべてVVVFインバータ制御・ボルスタレス台車で、バリアフリーに対応しているのが特徴である。阪神車両と近鉄車両の運用比率は、昼間時間帯ではほぼ1：1ではあるが、快速急行に関しては近鉄車での運用が多い。なお、両社間で使用車両の走行距離を調整する関係上、阪神車両は近鉄線内のみで運転される列車の一部にも充当されている（「近鉄奈良線」の項も参照）。
なお、近鉄の車両でラッピングが施されている一部の車両に関しては特別なイベントのPRなど企業色の薄いものは阪神本線まで乗り入れているが、企業や教育機関のラッピング広告は兵庫県の屋外広告物条例により規制されていた（なお、尼崎市内は尼崎市独自の屋外広告物条例が適用されるため、兵庫県の本条例は対象外である）。このためラッピング広告車の阪神電鉄線内での運用は阪神なんば線のみに限られていたが、2010年からはそのラッピング規制が廃止され、阪神本線でも他のラッピングが見られるようになった。
阪神本線・近鉄奈良線とは異なり、阪神なんば線を走る列車には女性専用車両が設定されない。

### 阪神車両

#### 現在の使用車両
優等列車用の車両のうち、以下の近鉄線直通対応の2系列が使用される。前述のとおり、阪神・近鉄両社間の走行距離調整の関係上、近鉄線内のみで運転される列車の一部にも充当されており、これら2系列には、近鉄の電算記号が付与されている。なお、阪神車車内に掲示されている停車駅案内では当初、近鉄奈良線急行の案内が省略されていたが、2012年3月20日のダイヤ改正での更新を機に追加されている。
- 9000系（電算記号：HQ）
- 1000系（電算記号：6両編成はHS・2両編成はHT）

9000系・1000系は西大阪線時代にも運用しており、当時は短期間ではあったが西九条行きの行先表示を見ることができた。なお、現在でも近鉄線内で輸送障害が発生した際には西九条 - 大阪難波間を運休させ西九条駅折り返しで運用することがあるため、突発的に西九条行きの行先表示が見られることもある。

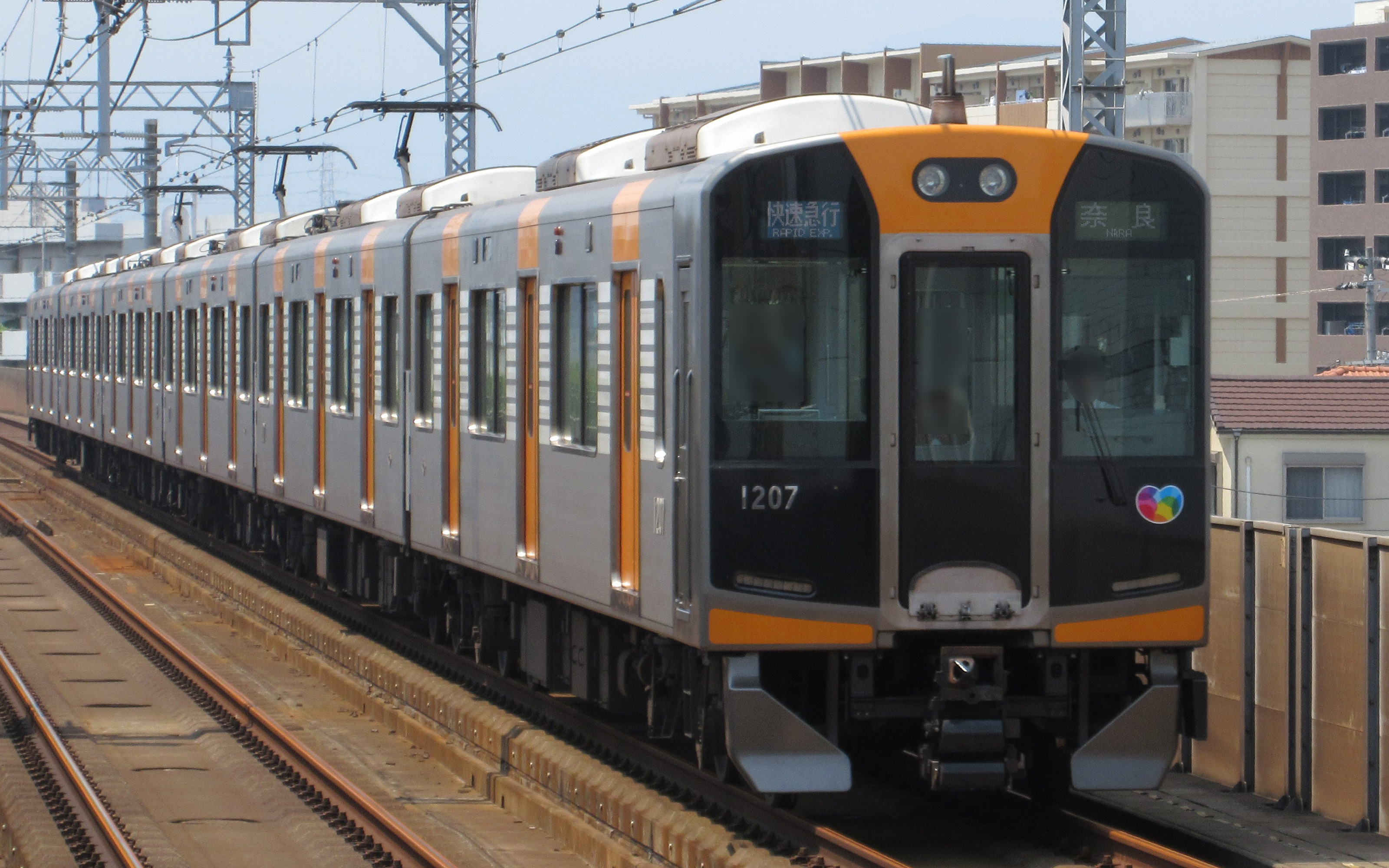
阪神1000系
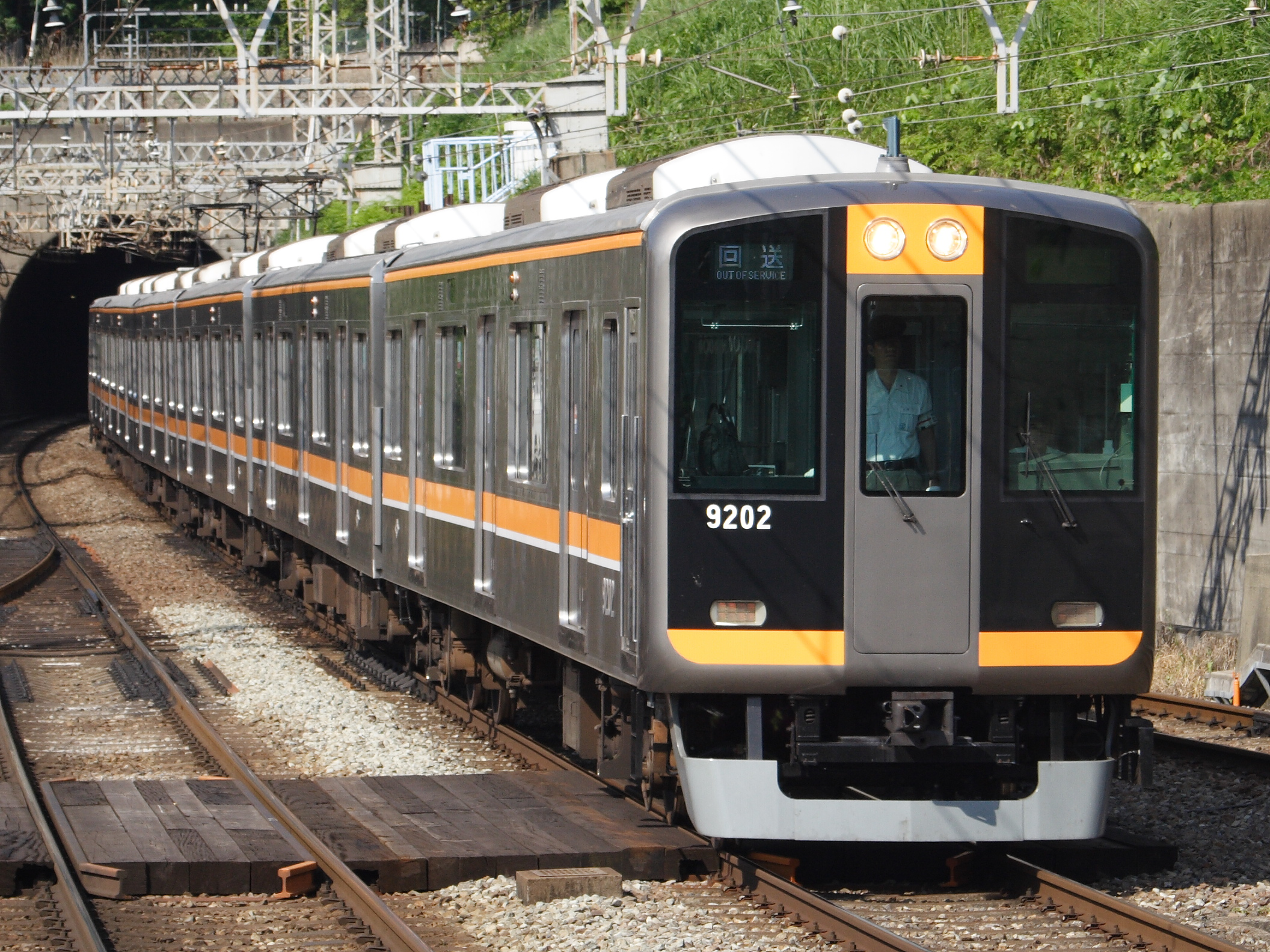
阪神9000系

#### 過去の使用車両
- 7801・7901形
- 5001形
- 5131形・5331形
- 5500系

上記をはじめとしたジェットカー（普通のみ）・赤胴車（普通・西大阪線特急とも）が西大阪線時代に使用されていたが、阪神なんば線開業で近鉄直通車両には前節の1000系と9000系が使用されることになり撤退した。

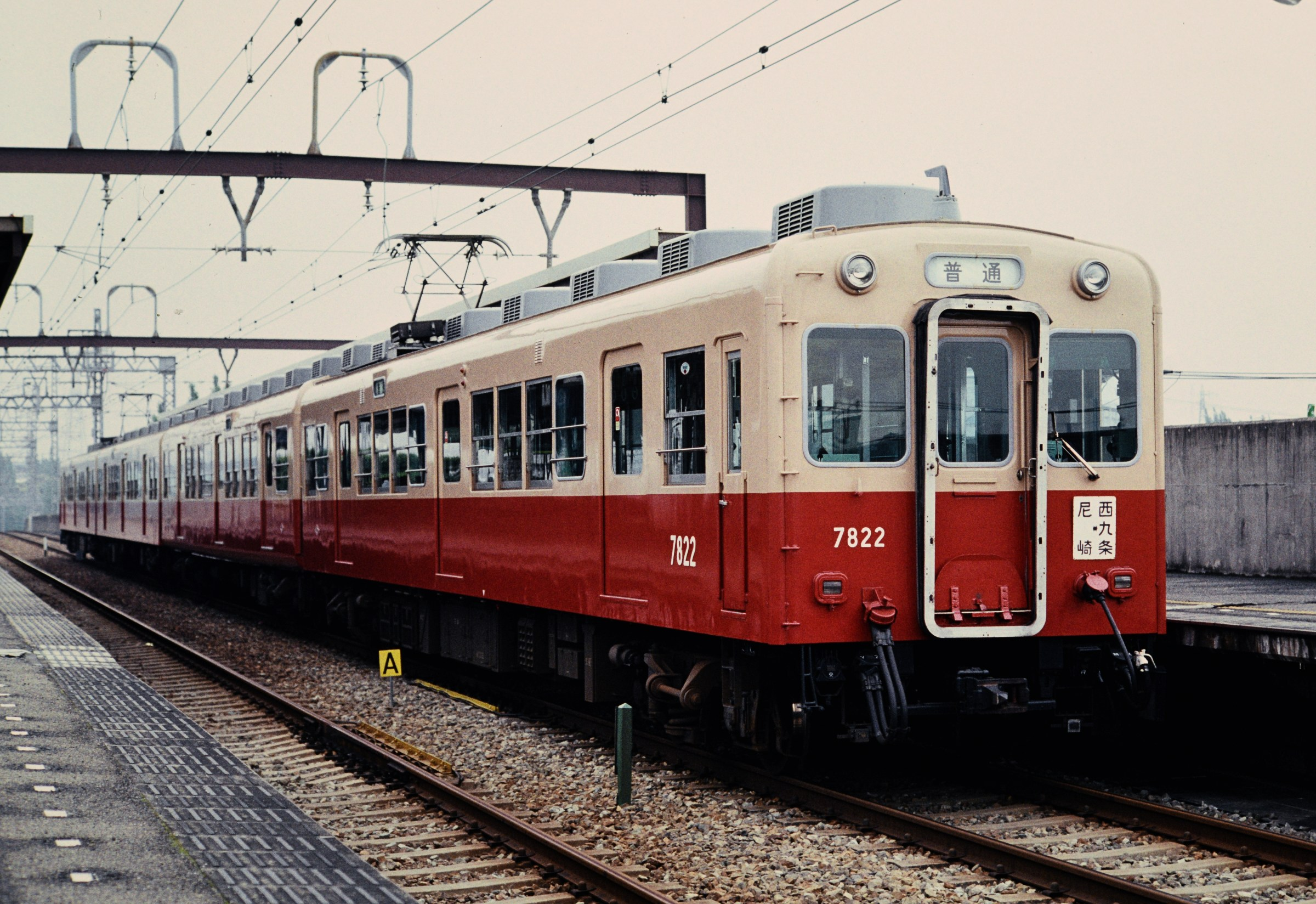
7801形
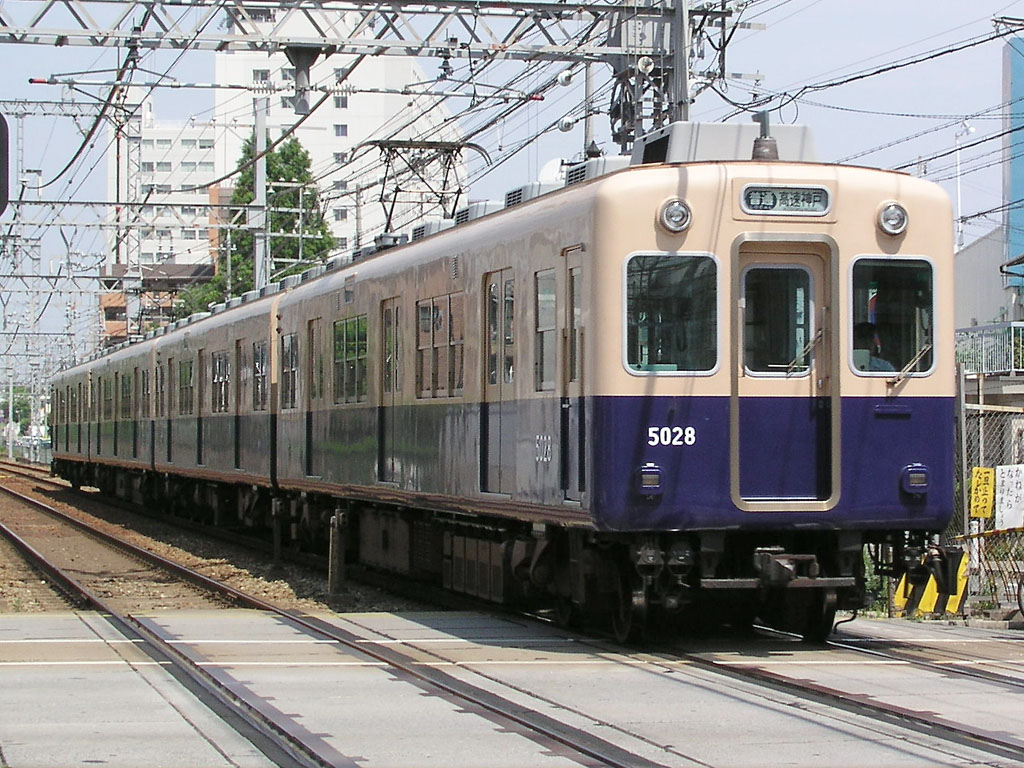
連結器交換前の5001形

### 近鉄車両
近鉄車両で阪神乗り入れ対応の一般列車用車両には、それを示す蝶をモチーフにしたステッカーが前面の運転席側窓下と側面の乗務員室扉横に貼付されている。以下では阪神乗り入れ対応車両のみ記載。大阪難波駅 - 桜川駅間では近鉄線からの回送列車として近鉄難波線に入線する全ての車両（「近鉄特急」および「近鉄奈良線#車両」を参照）が運行される。
- 9020系・9820系（シリーズ21）
- 1026系（1027F - 1029F）・1252系（1271F - 1277F）
- 5800系（L/Cカー、原則はロングシート運用[注 25]）
- 5820系（L/Cカー・シリーズ21、原則はロングシート運用[注 25]）
- 22600系（Ace・特急用車両、現時点での運用は団体臨時列車のみ[注 26]）

車内案内表示器は大阪難波駅を境に、阪神電鉄線内では阪神の、近鉄線内では近鉄のそれぞれの表示内容に変わる。

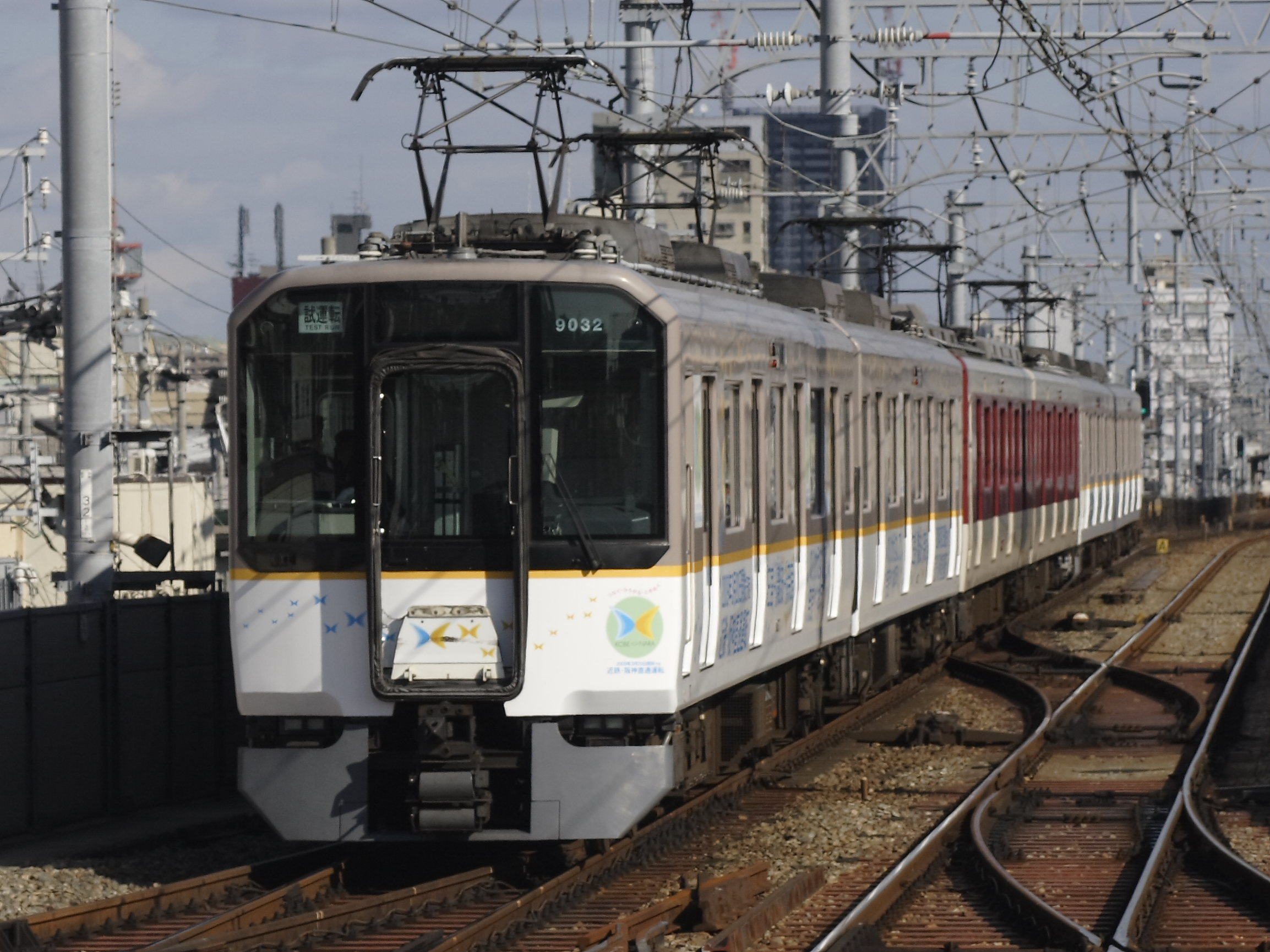
近鉄9020系
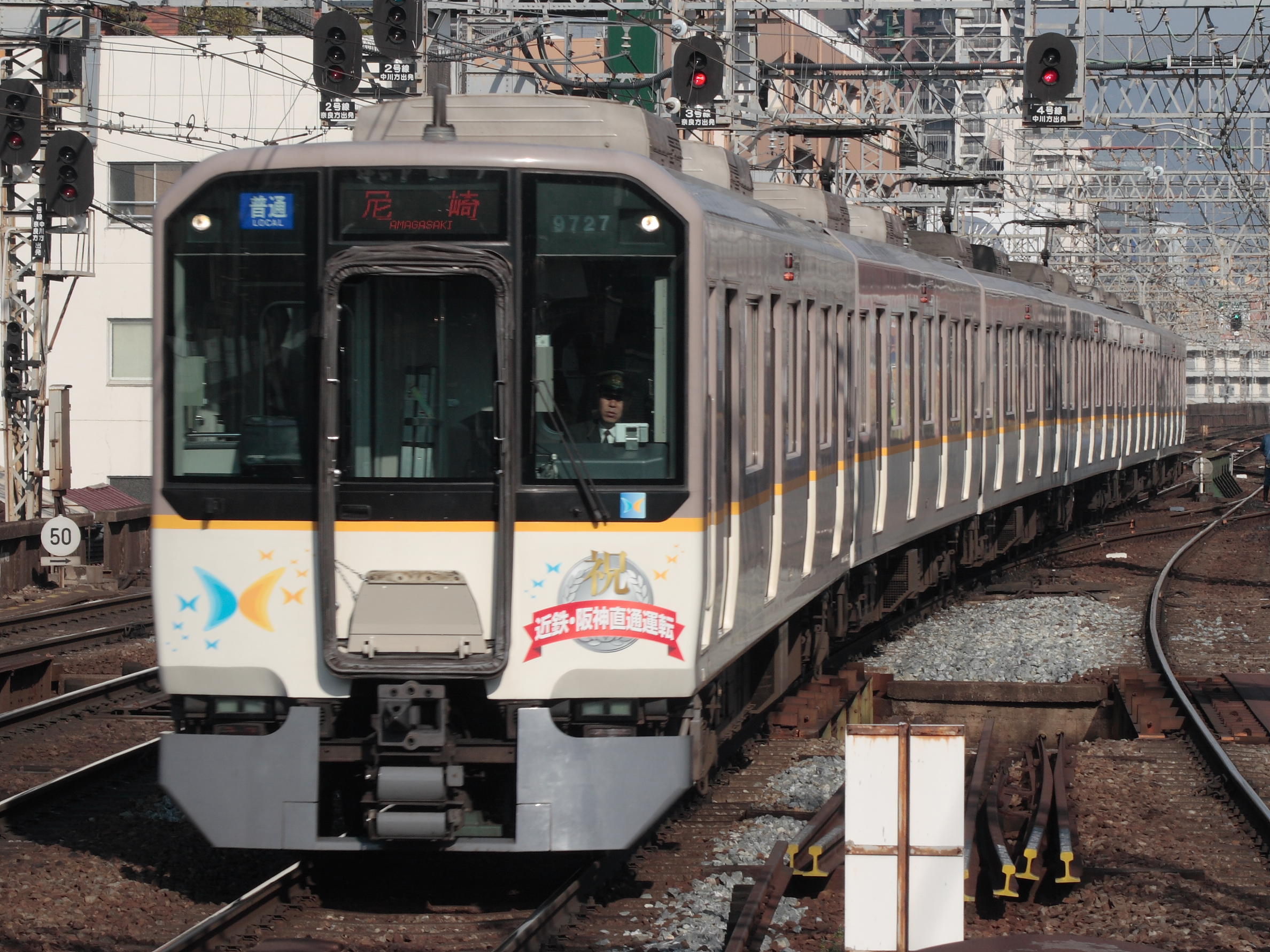
近鉄9820系
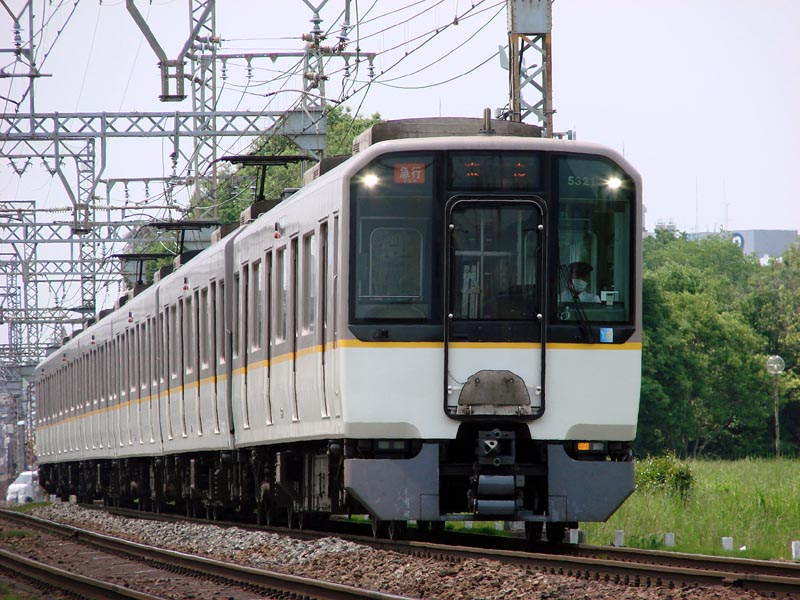
近鉄5820系
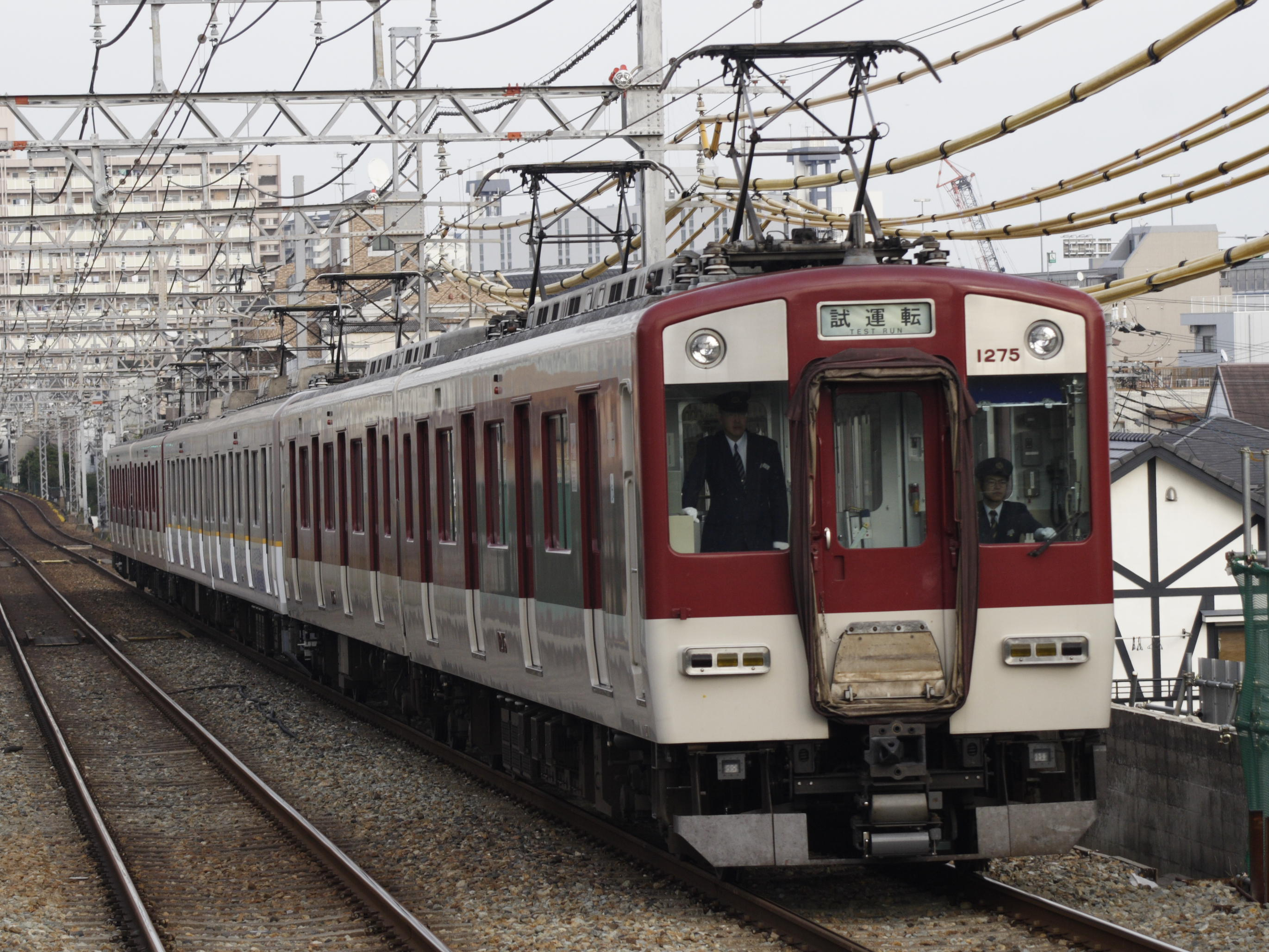
近鉄1252系
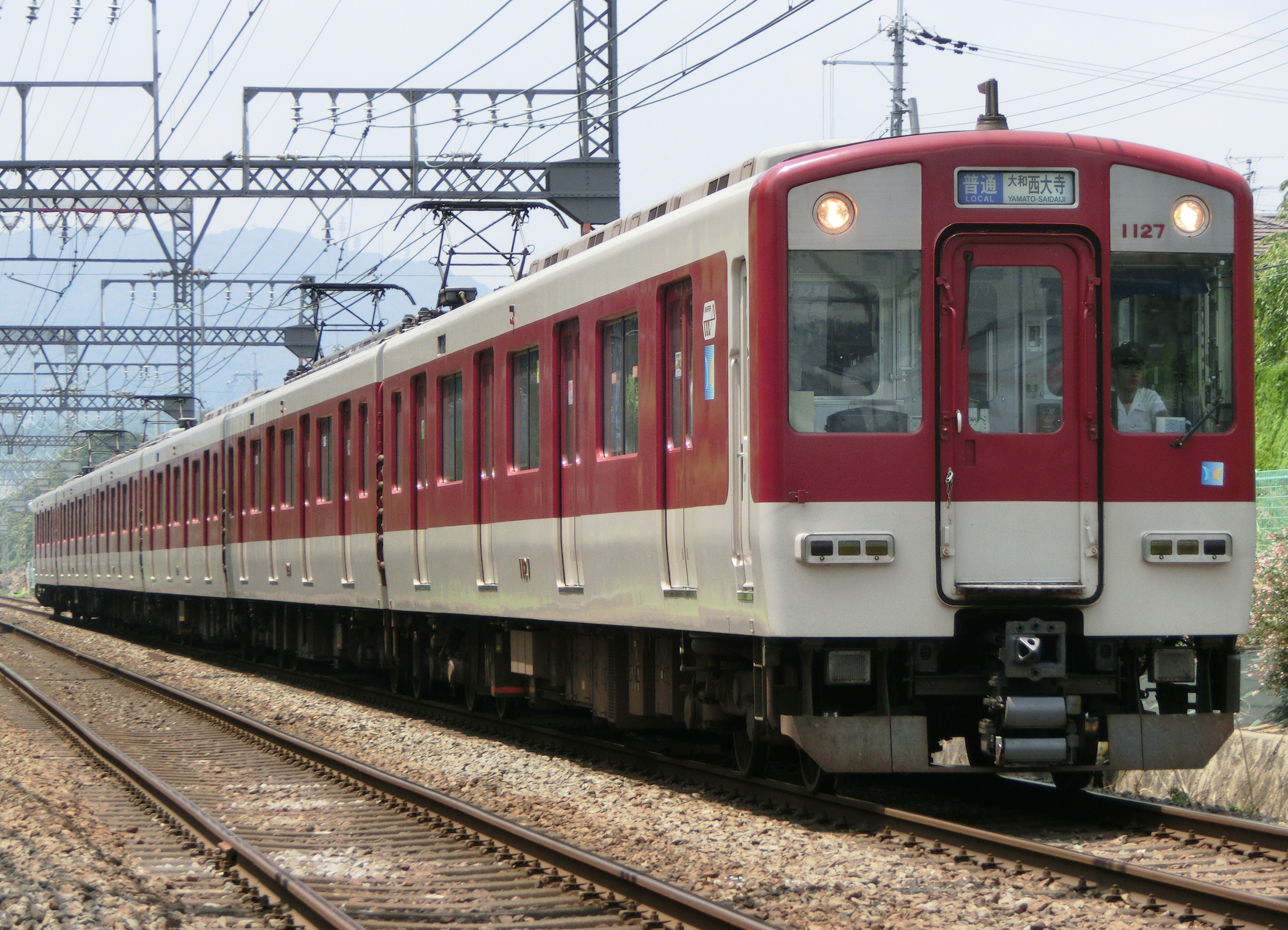
近鉄1026系
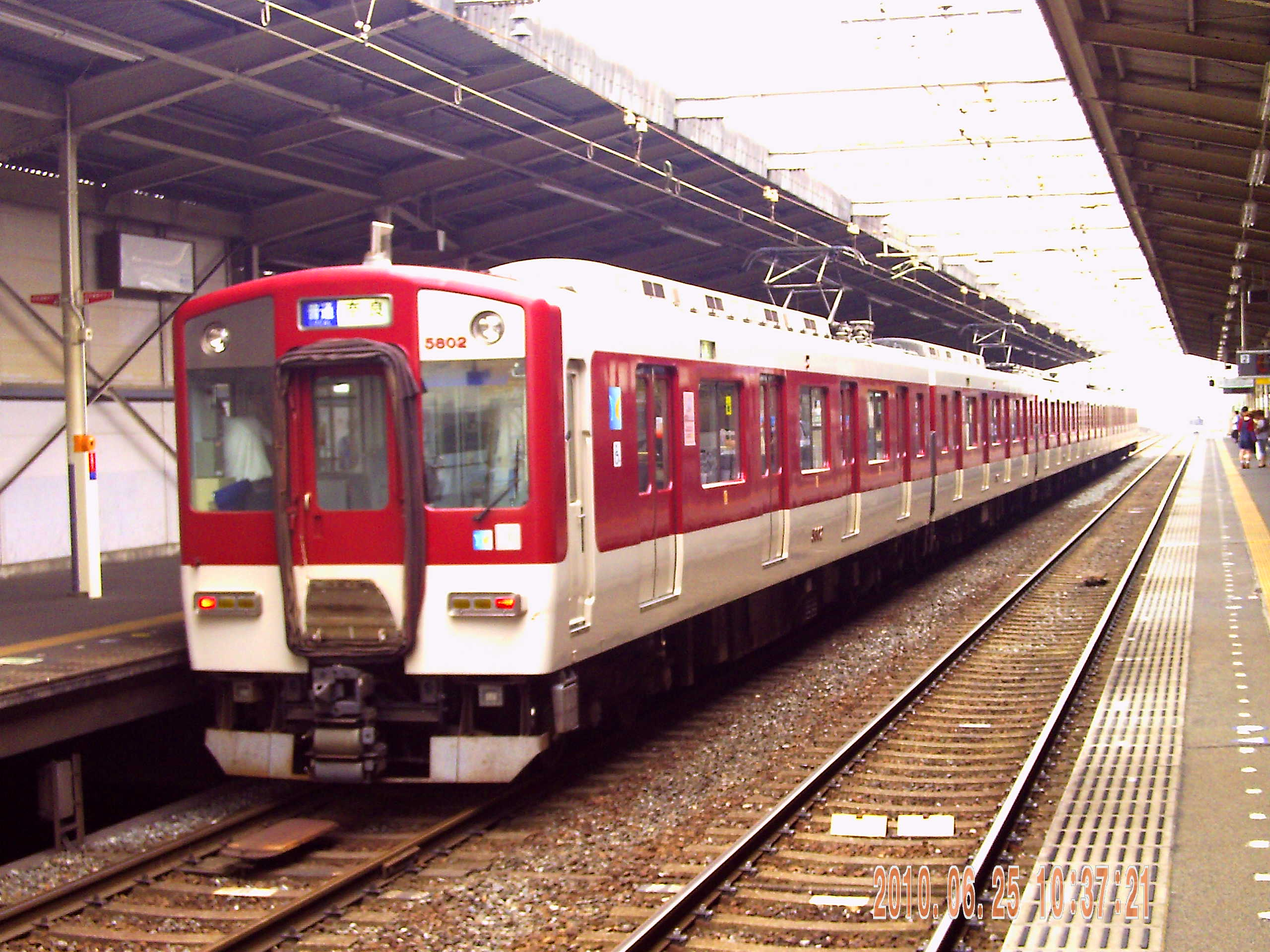
近鉄5800系
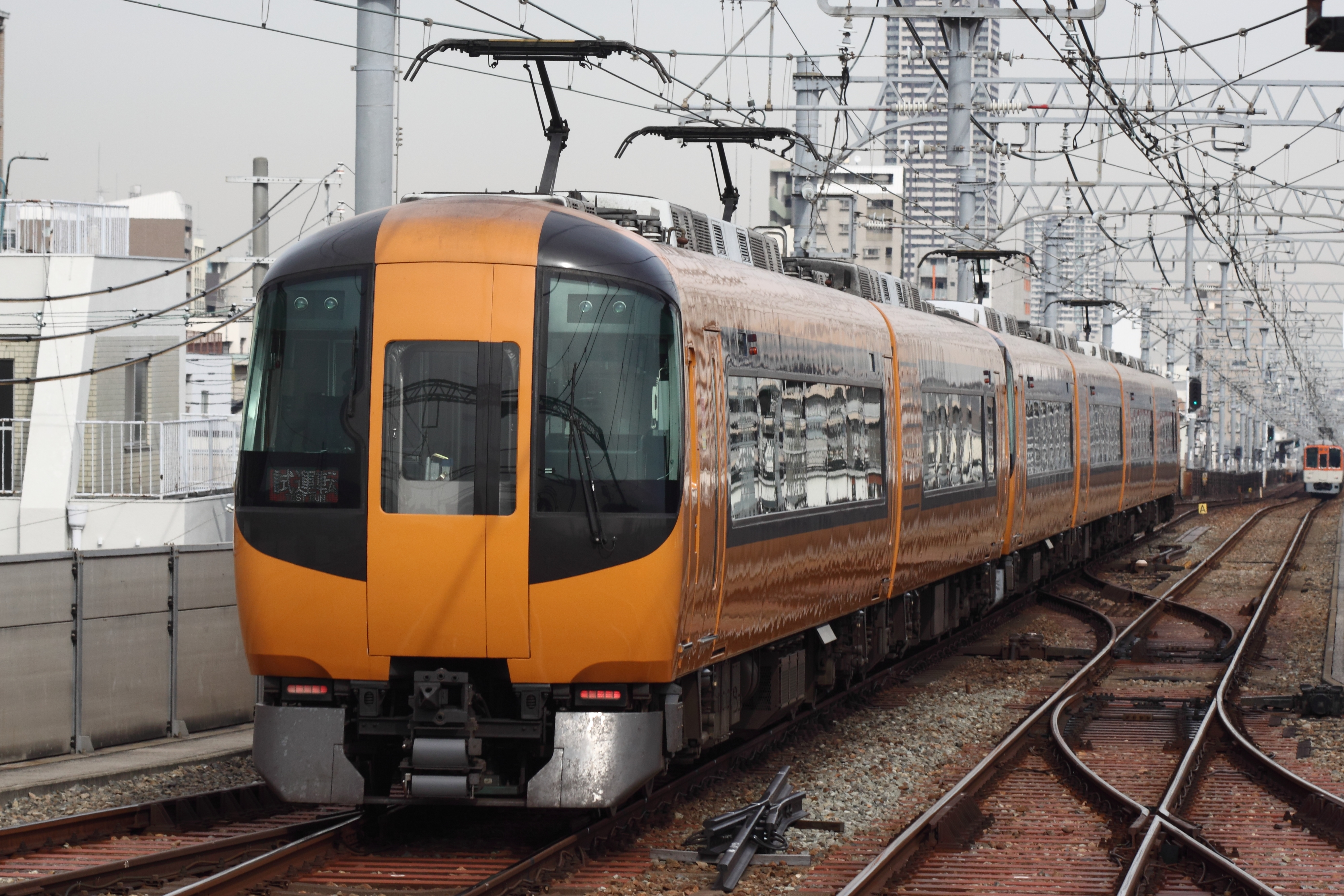
近鉄22600系

## 運賃

### 普通運賃
阪神なんば線のうち、新設区間である西九条駅 - 大阪難波駅間には加算運賃が設定されており、新設された九条・ドーム前・桜川・大阪難波の各駅を発着とする場合、旧西大阪線時代の区間も含めて初乗り区間（4km以内）のみを乗車すれば60円が、それを超えれば90円が、それぞれ普通運賃に上乗せされる。そのため、新設区間の初乗り運賃は220円となっている（いずれも大人運賃。2023年4月1日現在）。特にOsaka Metro千日前線と並行する区間においては、同線を利用するよりも運賃が割高となる。開業から10年となる2018年（平成30年）度末までの加算運賃の回収率は55.5%、2023年度（令和5年）末時点では66.8%となっている。
阪神なんば線・大阪難波駅経由の阪神・近鉄両社にまたがる区間の運賃は、両社の運賃を単純に合算したものであり、乗継割引や特定運賃などは設定されていない。

### 定期券
延伸開業にあわせ、阪神本線（武庫川線を含む）- 新規開業区間（九条駅 - 大阪難波駅）の通勤定期（大物駅 - 九条駅間を有効区間に含んでいる通勤定期）を利用する場合、大阪梅田駅でも乗降が可能な「OSAKAどっちも定期」というサービスが設定された。このサービスは二区間定期券の一種であるが、他事業者の二区間定期券のような追加金額は不要となっている。
大阪難波への延伸開業に伴い、阪神・JR・近鉄の3社連絡定期券は2009年3月21日以降が有効期限末日になるものの発売を取りやめている。定期券自動券売機では有効期限にかかわらず2008年8月31日をもって発売を終了している。
2009年（平成21年）7月7日から9月30日まで、2009年（平成21年）7月6日以前に購入した阪神本線の杭瀬駅から梅田駅を1駅以上含む定期券（小児定期券を除く）を、阪神なんば線新線区間（九条駅 - 大阪難波駅間）を含む定期券に区間変更（変更時に有効期限内であること）すると「らくやんカード」がもらえる「阪神なんば線にチェンジ！キャンペーン」を始めた。
2012年（平成24年）12月1日には、近鉄でのICOCA発売開始に合わせ、阪神 - 近鉄連絡のIC定期券の発行を開始した。阪神ではPiTaPa、近鉄ではICOCAで発売される。

## 大阪難波延伸開業による利便性の向上

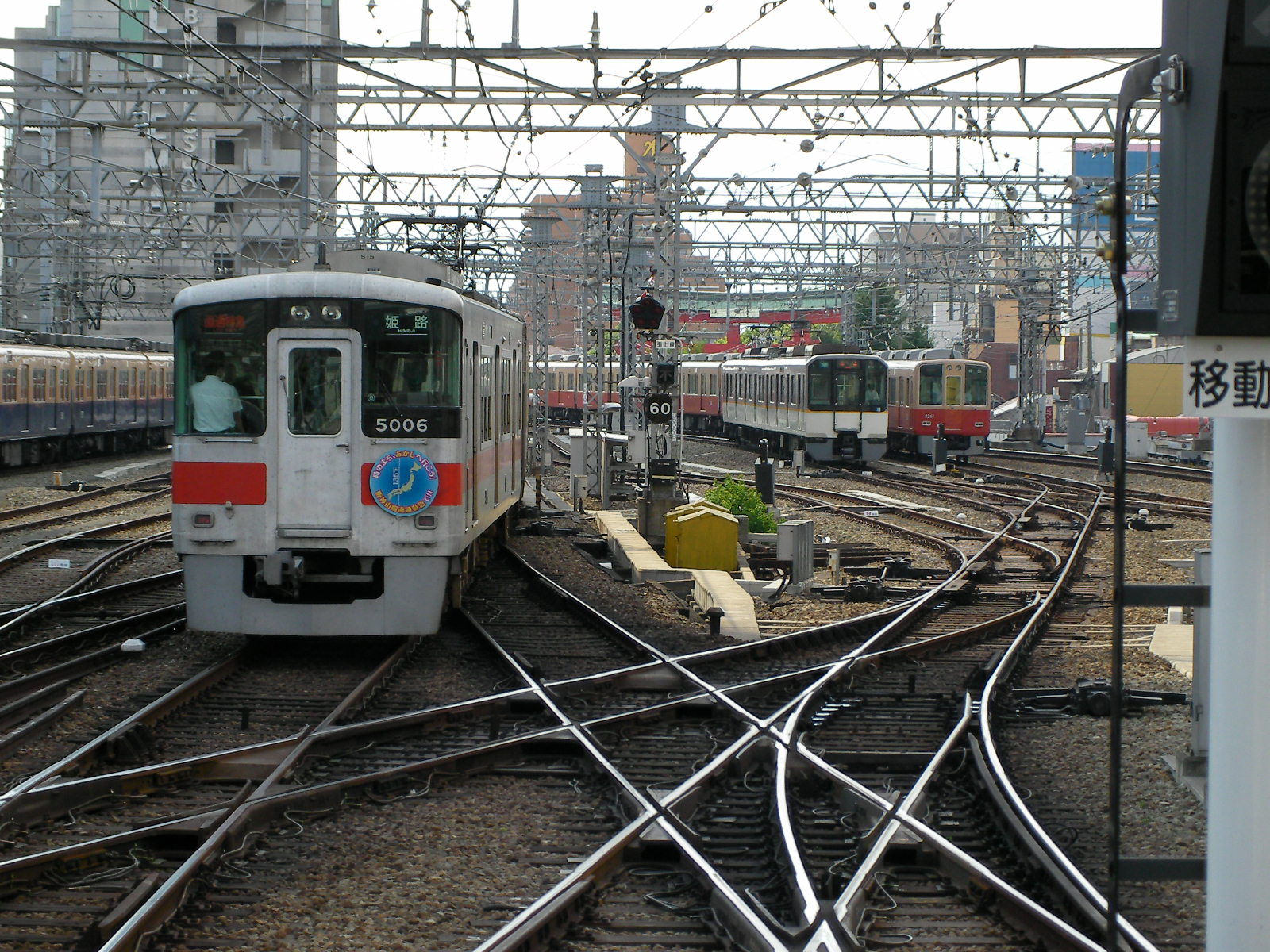
阪神なんば線の開業で、尼崎駅では近鉄・阪神・山陽電鉄の3社の車両が見られるようになった

阪神なんば線の開業により、阪神地域、姫路方面から大阪ミナミの繁華街である難波・道頓堀、さらに奈良県方面、そして大阪上本町駅または鶴橋駅で近鉄大阪線乗り換えで三重県・名古屋方面へのアクセスが大幅に改善、強化されている。また、大阪難波駅では南海電気鉄道と乗り換えが可能となり、関西国際空港や高野山、和歌山などの南海沿線へのアクセス利便性も向上した。これは中河内の近鉄沿線および泉州・南河内の南海沿線から神戸方面への移動において、一旦梅田へ出る必要が大幅に低減し、難波のターミナル性を飛躍的に向上させている。
さらに、近鉄・阪神沿線から大阪ドーム（京セラドーム大阪）への直通アクセスや、近鉄沿線から甲子園球場への直通アクセスも可能となり、利便性の向上による集客の拡大が期待されている反面、既存の路線の乗客が大きく減少する可能性もあると見られている。
阪神なんば線と本線を直通する種別は快速急行のみだが、阪神なんば線延伸にあわせて行われた尼崎駅構内の改良（詳しくは「尼崎駅」の項を参照）によって、尼崎駅で下り列車同士、上り列車同士の対面乗り換えが可能となっており、阪神なんば線と本線の乗り継ぎを容易にしている。また、難波延伸の恩恵を直接には受けない旧西大阪線区間 - 尼崎以西の利用者にとっても、尼崎乗り換えの利便性が向上している。
この開業により、阪神・山陽発売分の奈良・斑鳩1dayチケットや高野山1dayチケットは、いずれも阪神なんば線経由で利用するように改められ、その一方で従来から利用できていた大阪市営地下鉄（現・Osaka Metro）・ニュートラムは利用できなくなった。大阪市営地下鉄を経由する必要がなくなった分奈良・斑鳩1dayチケットは200円の値下げ（2000円→1800円）が行われたこと（2024年時点では2100円）や奈良方面への注目の高まりもあり、阪神・山陽沿線での売上が大幅に増加している。
阪神なんば線の開業により、阪神電鉄は大阪市内の2大ターミナルである梅田・難波の双方に進出することになった。自社路線のみで梅田・難波の2大ターミナル進出は関西の私鉄では初めてである。ただし、阪神電鉄では「大阪」を単独で用いるときはJR大阪駅と隣接する大阪梅田駅にのみ用いており、一部の駅の方面案内標で「尼崎・大阪（梅田）・難波・奈良方面」というように「大阪」が梅田のみに冠され、正式駅名の「大阪難波」ではなく「難波」を用いるなどの区別が見られる。

## 利用状況
初年度は1日あたり6万7,000人の利用を見込み、このうち阪神電鉄線や他社線からの移転を除いた新規需要は4万5,000人、運賃収入は38億円を予想している。2009年6月に発表された調査結果によると、阪神なんば線の平均乗客数は1日あたり約5万7,000人で、目標値の約8割である。開通2年目には平均乗客数は1日あたり約6万5,000人となった。定期客は初年度から22%増の3万人、定期外客は5%増の3万5000人だった。
月間運輸収入は、休日を中心に定期外客・長距離利用者が多く、阪神電鉄と近畿日本鉄道ともに想定の1 - 2割増だった。3月末までの12日間の増収効果は計画比20%増の1億1700万円、4月は12%増の2億8700万円、4 - 6月は16%増の8億9200万円、4 - 12月は11%増の25億5000万円。
2009年（平成21年）5月に発表された調査結果によると、阪神本線では定期券利用者が全体の半数を占めているのに対し、阪神なんば線では競合路線からの切替が進まず定期券の利用が全体の約3割にとどまっており、今後の定期券利用者の増加が課題としている。2011年3月の発表によると、初年度の定期券利用者比率は42%、2年目は46%であった。

## 近鉄特急の乗り入れ計画
阪神なんば線の開業により、近鉄奈良駅 - 神戸三宮駅間だけではなく、近鉄名古屋駅あるいは賢島駅から山陽姫路駅（全長はそれぞれ 282.7 km、269.9 km）間など、近畿日本鉄道・阪神電気鉄道・山陽電気鉄道の1435mm軌間（標準軌）の私鉄路線がつながり、技術上直通運転が可能となったことから、近鉄社長の小林哲也が伊勢志摩と姫路を結ぶ特急の乗り入れを検討しており、2007年には阪神と交渉中と報道され、2008年には2010年春を目標とする山陽電気鉄道への乗り入れ構想が報道された。一方、阪神社長の坂井信也は線内の過密ダイヤを理由に早期の近鉄特急乗り入れに難色を示し、2010年3月には2010年度中の実現は難しいと述べた。
臨時特急列車を中心に不定期運行する計画であるが、2013年12月の協議でまずは団体臨時列車としての運転に合意し、翌2014年1月23日に近鉄・阪神両社から正式発表があり、同年3月22日から近鉄の特急車両（22600系）を使用して神戸三宮駅 - 賢島駅間で運行が開始された。
近鉄と阪神・山陽の車両の長さの違いなどから、近鉄特急の神戸三宮駅以西への直通には、専用車両の新造もしくは神戸高速線および山陽電鉄線内のホーム改良や一部区間の建築限界拡張を要するが、名古屋・伊勢志摩 - 神戸三宮・姫路間の直通運転が実現すれば、私鉄の特急としては日本最長の運転区間となる。

## 歴史
- 1924年（大正13年）
  - 1月20日 伝法線として大物駅 - 伝法駅間が開業[1]。
  - 8月1日 伝法駅 - 千鳥橋駅間が開業[1]。
- 1928年（昭和3年）12月28日 尼崎駅 - 大物駅間が開業[1]。
- 1960年（昭和35年）6月6日 難波延長線第1期工事（千鳥橋駅 - 西九条駅間）着工。
- 1964年（昭和39年）
  - 5月20日 西大阪線に改称。
  - 5月21日 難波延長線第1期工事が完成し、千鳥橋駅 - 西九条駅間が開業。
    - この年の3月22日に大阪環状線の全線複線化が完成し環状運転が開始されている。
- 1965年（昭和40年）9月 西大阪線特急を運転開始。
- 1967年（昭和42年）
  - 8月10日 難波延長線第2期工事（西九条駅 - 九条駅間）着工。
  - 9月 難波延長線第2期工事中止。
  - 11月12日 架線電圧を600Vから1500Vに昇圧。
- 1968年（昭和43年）3月17日 ATS設置
- 1974年（昭和49年）12月1日 西大阪線特急を廃止。
- 1978年（昭和53年）12月27日 全線を軌道法に基づく軌道から地方鉄道法に基づく鉄道に変更。
- 1980年（昭和55年）1月26日 佃付近の上り線が高架化[56]。
- 1982年（昭和57年）1月31日 佃付近の下り線が高架化[57]。
- 1994年（平成6年）2月20日 大物駅 - 福駅間が高架化工事のため上り線部分のみを残して単線化[58][59]。
- 1995年（平成7年）1月17日 阪神・淡路大震災で不通に[60]。翌日夕方から運行再開[61]。
- 1996年（平成8年）8月31日 大物駅 - 福駅間の下り線部分が高架化（単線で高架化）[62][63]。
- 1998年（平成10年）9月26日 高架化工事完成により大物駅 - 福駅間が複線に復帰[64]。
- 2001年（平成13年）7月10日 延伸区間の建設と、開業後の第三種鉄道事業を行うため、西大阪高速鉄道を設立。
- 2003年（平成15年）
  - 7月26日 尼崎駅改良工事に伴い尼崎駅 - 大物駅（構内）間が単線となる。
  - 10月7日 大阪ドームにおいて、延伸区間（西九条駅 - 近鉄難波駅間）の工事起工式。
- 2004年（平成16年）3月27日 尼崎駅 - 大物駅間の仮線切替に伴い、大物駅構内が複線に復帰。
- 2007年（平成19年）
  - 4月21日 正蓮寺川橋梁立体交差工事に伴い伝法駅 - 千鳥橋駅間が単線となる。
  - 8月9日 難波延伸開業時の既存区間を含めた新路線名が「阪神なんば線」と正式に決定[3]。
- 2008年（平成20年）
  - 2月2日 尼崎駅 - 大物駅間の営業線切替に伴い、再び大物駅構内が単線（上下共用ホーム）となる。
  - 3月10日 九条駅 - 近鉄難波駅間の地下区間が貫通する。
  - 3月31日 阪神なんば線全通に合わせ近鉄難波駅が「大阪難波駅」に改称することが発表される。
  - 8月30日 正蓮寺川橋梁立体交差工事の進捗に伴い伝法駅 - 千鳥橋駅間が複線に復帰。
  - 10月16日 近鉄難波駅引上線西端において、延伸区間の軌道と締結。
  - 11月9日 桜川駅（西側引上線） - 近鉄難波駅間で初列車を運転[65]。
  - 12月20日 尼崎駅改良工事の進捗に伴い尼崎駅 - 大物駅間が複線に復帰。
- 2009年（平成21年）
  - 1月中旬 延伸区間全線において、試運転を開始。
  - 1月23日 営業列車の延伸区間試運転に伴い、6両編成での運転を開始。
  - 3月20日 西九条駅 - 大阪難波駅（同日近鉄難波駅から改称[4]）間が開業し[2]、西大阪線から阪神なんば線に改称[3]。近鉄奈良線との直通運転開始。三宮駅（現在の神戸三宮駅） - 近鉄奈良駅間で快速急行の運転を開始。
  - 10月14日 阪神なんば線が、日本鉄道賞を受賞[66][67]。
- 2012年（平成24年）3月20日 ダイヤ改正で快速急行が平日昼間時も大物駅 - 千鳥橋駅の各駅を通過するようになる。代わりに同時間帯の近鉄線からの区間準急を大阪難波発着から尼崎発着に延長。
- 2014年（平成26年）4月 駅ナンバリングを導入[68]。
- 2026年（令和8年）度 出来島駅 - 千鳥橋駅間の下り線を高架に切り替える予定[69]。
- 2029年（令和11年）度 出来島駅 - 千鳥橋駅間の上り線を高架に切り替える予定[69]。

## 西大阪線延伸事業
西大阪線は西九条駅から近鉄難波駅までの延伸が計画され、2009年（平成21年）3月20日に阪神なんば線として開業した。西九条駅から高架で大阪環状線と安治川を乗り越し、九条付近から大阪難波駅までが地下線となっている。
元々、九条駅と桜川駅の2駅のみが新駅として計画されていたが、大阪ドームが開業したこともあって、最初期の計画ルートと比べ大阪ドーム寄りに変更されたため、当初計画より500m程延び、大阪ドーム近くにも駅（ドーム前駅）が設けられた。このため九条駅とドーム前駅の間が短くなっているほか、ドーム前駅の前後には急曲線が生じており、前述のスキール音の原因となっている。
西九条駅 - 九条駅間の安治川に架かる鉄橋を架設するにあたっては、現地が住宅や工場が密集していることから通常のクレーンを使用した工事ができないということで、別の場所であらかじめ製作した重さ530tのアーチを船上で組み立てて、大阪湾の引き潮を利用して船を下ろす「ポンツーン」という工法を使って敷設した。
また、九条駅 - 大阪難波駅の各駅間のトンネルは、外径6800mm、内径6300mmのセグメントを用いたシールド工法で施工されている。
西大阪線延伸の総事業費は当初1,071億円と見積もられていたが、阪神電鉄社長（当時）の坂井信也によって実際には900億円程度にとどまるという見通しが示され、その後総事業費は890億円と西大阪高速鉄道の公式サイトに記されている。

### 建設の経緯
太平洋戦争後、阪神本線の野田駅から難波を経て近鉄の鶴橋駅を結ぶ路線が計画され、阪神電鉄と近鉄は共同で大阪高速鉄道（旧社名が大阪高速鉄道であった大阪モノレールとは無関係）を設立し、1946年（昭和21年）11月8日に同区間の軌道事業特許（橋梁2本1km・トンネル1km・資本金2億円・建設経費2億3千万円）を申請した。しかし、市内交通公営主義（市営モンロー主義）を掲げる大阪市が反対、これに対抗して同じルートを通る地下鉄5号線（千日前線）の建設計画を立て、1948年（昭和23年）9月2日に軌道事業特許を申請した。そこで阪神電鉄と近鉄は、阪神電鉄が持つ伝法線西九条延伸計画を近鉄が建設する難波線の近鉄難波駅まで延伸する計画に変更した上で1948年（昭和23年）9月に特許申請した。この時も大阪市は前述の理由で強硬に反対し運輸省に2度も陳情書を提出する。だが、復興に伴う市内の交通需要の高まりに対して市の交通網整備は遅遅として進まず、業を煮やした赤間文三大阪府知事が近鉄・阪神側を支持する事態となり、市と府との対立が新たな問題となってきた。そこで政府の仲裁で都市交通審議会が設けられ、1956年（昭和31年）から1958年（昭和33年）にかけての市側と近鉄・阪神側との話し合いと政府による強い要請もあって、1957年（昭和32年）6月の大阪部会の席上、市側が譲歩し、1958年（昭和33年）3月の答申3号で千鳥橋 - 難波 - 上本町間が認められた（ただし千日前線も加えられる）。以上のような紆余曲折の末に、1959年（昭和34年）2月に軌道法による特許を取得した。

### 約半世紀越しの延伸計画
阪神西大阪線は、1964年（昭和39年）5月21日に千鳥橋駅 - 西九条駅間が開通し、1967年（昭和42年）8月から西九条駅 - 近鉄難波駅間も用地買収に取り掛かったが、西大阪線の延伸によって町が分断されることや、神戸・難波方面に買い物客が流出することを危惧し、九条商店街などが激しい反対運動を行ったため、西大阪延伸線を地下に建設するように求める「もぐれ!!阪神」なる抗議活動まで起きた。このような事態を鎮静化するため、工事は中断に追い込まれた。

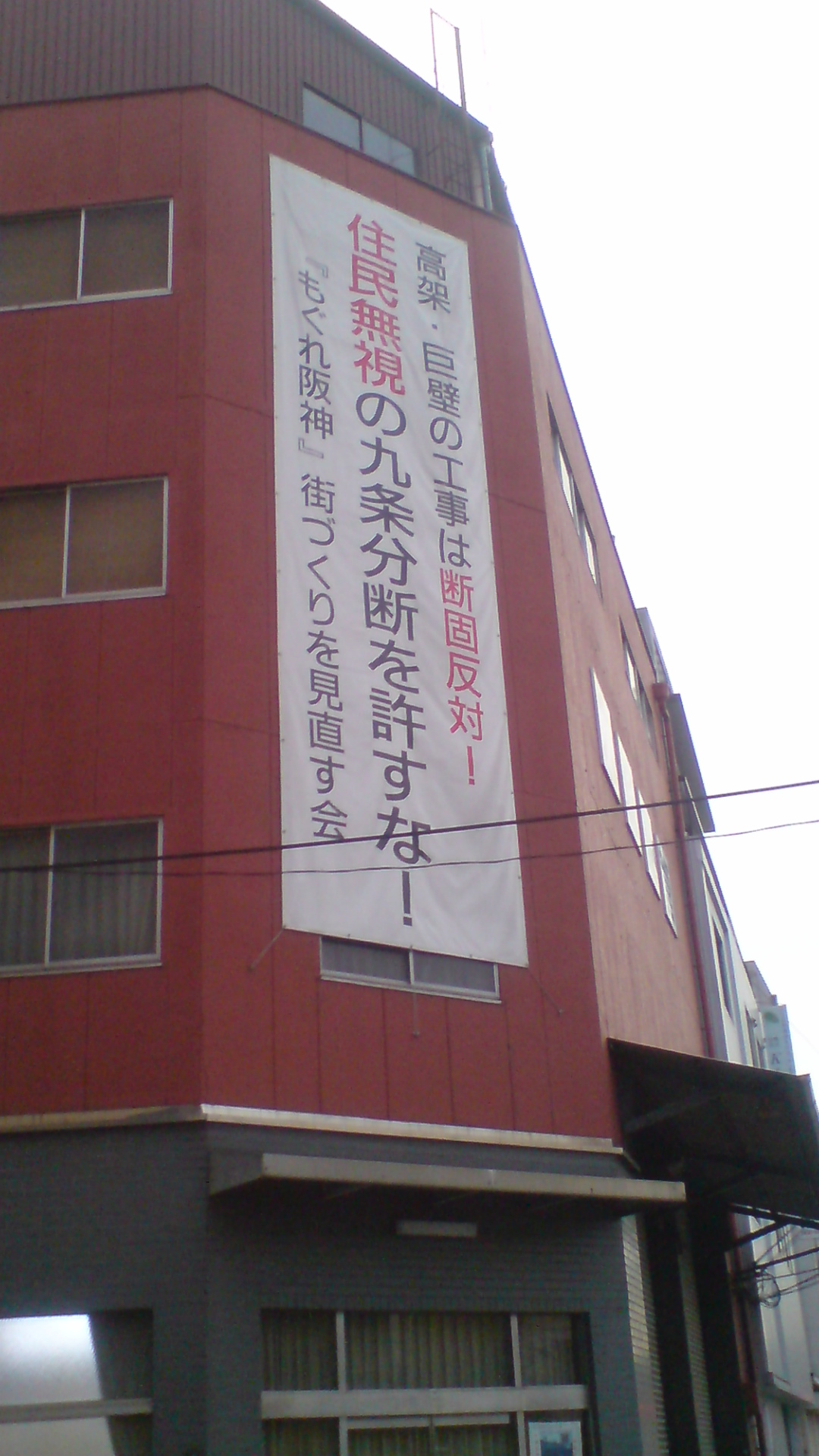
「もぐれ阪神」の文言を掲載する、阪神西大阪線延伸に反対する看板を掲示する建物。（2024年現在非掲示）この看板のすぐ向かい側は、西大阪線（現阪神なんば線）の高架線路である。

ところが、1970年代後半に入ると阪神本線の需要は頭打ちとなり、2度の石油ショックを経て建設費も高騰したことから、自社単独での延伸工事が不可能となってしまう。一方で、西大阪線の延長計画は1971年（昭和46年）と1989年（平成元年）の運輸政策審議会において「目標年次までに整備すべき路線」と位置付けられ、1997年（平成9年）には延伸予定区域に大阪ドームが開業するなど、沿線の再開発も進められていたことから、延伸への社会的要請が高まりつつあった。1992年（平成4年）度からは、阪神からの要請で西大阪線の延長路線が日本鉄道建設公団のP線の調査線に入った。

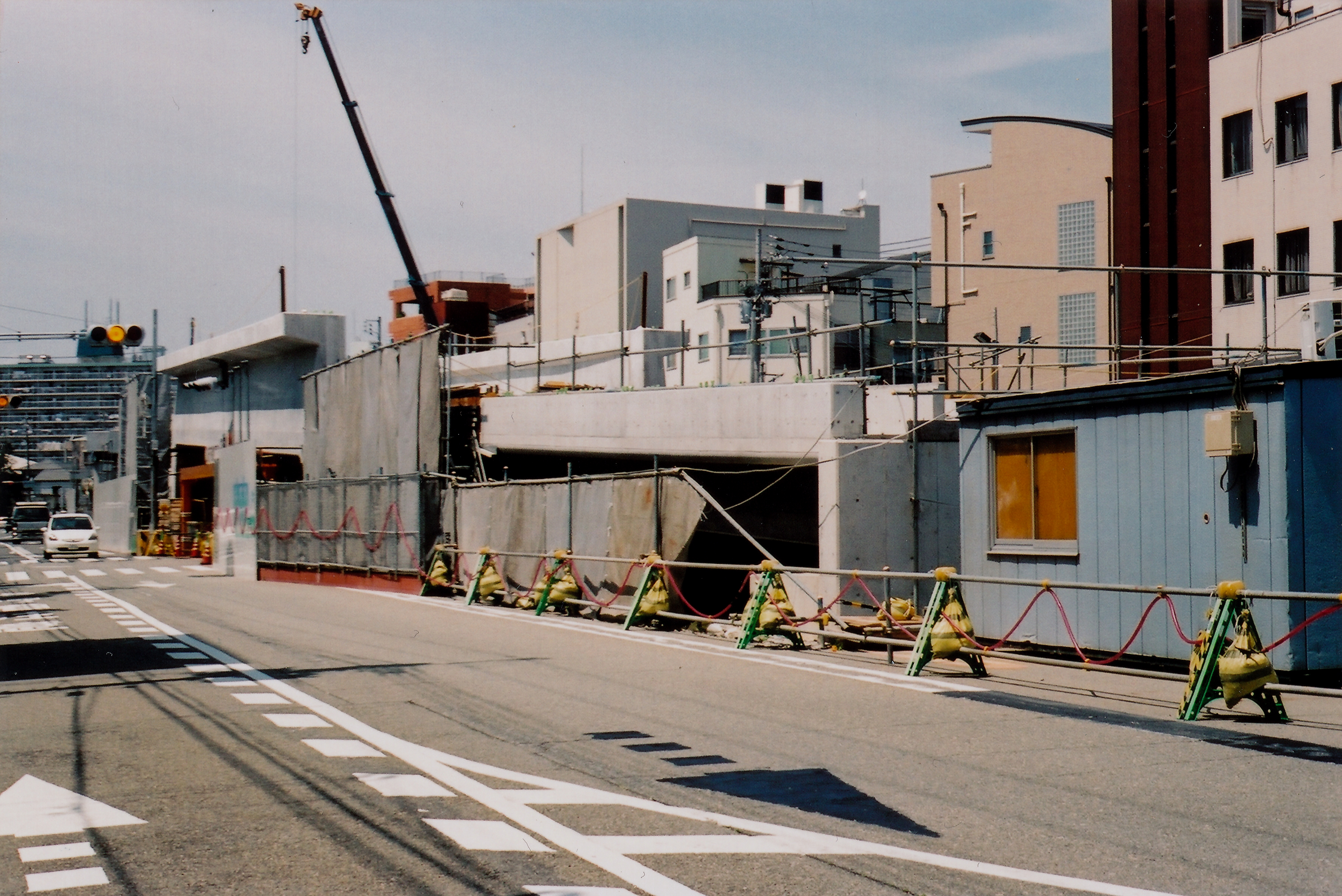
建設中の延伸区間。大阪市西区九条南3丁目付近。2007年撮影。

1990年代に入ると、工事に反対していた商店街も衰退傾向を打破するために賛成に転じ、さらに大阪市西部地域の活性化策が検討されるようになったことなどで、再度脚光を浴び始めた。このため、施設の建設・保有と運営を別会社が行う上下分離方式で事業が進められることになり、阪神と近鉄をはじめ大阪府、大阪市、沿線に再開発用地を所有する大阪ガス、関西電力、金融機関などの出資によって、建設主体となる第三セクターの「西大阪高速鉄道」が2001年（平成13年）に設立された。かつてこの計画に猛反発していた大阪市が一転して協力姿勢に転じた背景には、同市が出資するものの経営が芳しくない大阪ドームでの阪神タイガースの試合数を増加させたいという思惑もあるとされる。2003年（平成15年）1月23日に工事施行認可が下り、同年10月7日から着工された。
こうした経過の末に延伸区間の建設を開始したが、使用車両の製造においても紆余曲折が見られた。当初は3801形の製造時に発電ブレーキと抑速ブレーキを装備して急勾配に備えたが、延伸計画が中断したため4両編成×3本の12両で製造を打ち切られ、その後大量増備された8000系は、阪神なんば線への直通は非対応となった。

## 阪神なんば線淀川橋梁改築事業
伝法駅 - 福駅間の阪神なんば線淀川橋梁は両端の線路部分が堤防の高さより低く、堤防には防潮鉄扉（水防鉄扉）が設置されており、淀川（新淀川）の増水時や台風の接近による高潮の恐れがある場合には鉄扉を閉鎖し、全線を運休とする措置がとられる。平常時でも水面から橋梁まで4 m強しかないうえに橋脚が多く、洪水時には流れを阻害する可能性が指摘され、橋梁の改築が検討されてきたが、新淀川河口近くの橋梁は長大である上に工事費用が高額となることや、住宅密集地であることから調整が難航し、2000年（平成12年）の事業化決定後も具体的な計画策定が進んでいなかった。のち2017年1月11日、国土交通省近畿地方整備局、大阪府、大阪市、阪神電鉄の四者が会合で橋梁改築の方針を確認した。
新橋梁は現在地より下流側に整備され、堤防より約3 m高い橋を架ける予定で、桁下高は約7 m上がり、防潮鉄扉は廃止される。架け替えに併せて線路を移設のうえ周辺部を高架化し、完成後は線内にある5か所の踏切が全廃され、全線が立体交差化される。事業区間は2.4kmで、2018年12月9日に工事着手、2032年度に完了する予定。福駅周辺は北東側に仮線・仮駅を設け元の位置に戻すが、福駅 - 淀川橋梁 - 伝法駅 - 正蓮寺川（既に暗渠化）区間は南西側に移設となる。
なお、かつては大物駅 - 出来島駅間を流れる左門殿川や神崎川の橋梁にも淀川同様の防潮鉄扉があったが、これらは高架化による線路架け替えにより解消した。また、本線の淀川橋梁もかつては阪神なんば線同様に防潮鉄扉があったが、1969年3月31日に現在の淀川橋梁に架け替えられている

## 駅一覧
凡例
●：停車、｜：通過
普通・区間準急・準急は阪神なんば線内各駅に停車する。特急列車（団体臨時列車）については「近鉄特急」の項目を参照。
接続路線内の括弧内は該当駅の駅番号を示す。
- 駅番号は2014年4月より導入[68][81]。
- 駅番号順に記述。正式な起点は尼崎駅。

| 駅番号 | 駅名       | 駅間キロ | 営業キロ | 快速急行 | 接続路線 | 地上／地下 | 所在地        | 所在地        |
| ------ | ---------- | -------- | -------- | -------- | --- | ---------- | ------------- | ------------- |
| HS 41  | 大阪難波駅 | -        | 0.0      | ●        | 近畿日本鉄道：A 難波線 (A01)（近鉄奈良線近鉄奈良駅まで直通運転） 大阪市高速電気軌道： 御堂筋線 (M20)・ 四つ橋線 (Y15)・ 千日前線 (S16)（難波駅） 南海電気鉄道： 南海本線・ 高野線（難波駅:NK01） 西日本旅客鉄道： 関西本線（大和路線）（JR難波駅:JR-Q17） | 地下区間   | 大阪府大阪市  | 中央区        |
| HS 42  | 桜川駅     | 1.1      | 1.1      | ●        | 大阪市高速電気軌道： 千日前線 (S15) 南海電気鉄道： 高野線（汐見橋線）（汐見橋駅:NK06-5） | 地下区間   | 大阪府大阪市  | 浪速区        |
| HS 43  | ドーム前駅 | 0.8      | 1.9      | ●        | 大阪市高速電気軌道： 長堀鶴見緑地線（ドーム前千代崎駅:N12） | 地下区間   | 大阪府大阪市  | 西区          |
| HS 44  | 九条駅     | 0.6      | 2.5      | ●        | 大阪市高速電気軌道： 中央線 (C14) | 地下区間   | 大阪府大阪市  | 西区          |
| HS 45  | 西九条駅   | 1.3      | 3.8      | ●        | 西日本旅客鉄道： 大阪環状線 (JR-O14)・ 桜島線（JRゆめ咲線）(JR-P14) | 地上区間   | 大阪府大阪市  | 此花区        |
| HS 46  | 千鳥橋駅   | 0.8      | 4.6      | ｜       | | 地上区間   | 大阪府大阪市  | 此花区        |
| HS 47  | 伝法駅     | 0.7      | 5.3      | ｜       | | 地上区間   | 大阪府大阪市  | 此花区        |
| HS 48  | 福駅       | 1.5      | 6.8      | ｜       | | 地上区間   | 大阪府大阪市  | 西淀川区      |
| HS 49  | 出来島駅   | 1.0      | 7.8      | ｜       | | 地上区間   | 大阪府大阪市  | 西淀川区      |
| HS 08  | 大物駅     | 1.4      | 9.2      | ｜       | 阪神電気鉄道： 本線 | 地上区間   | 兵庫県 尼崎市 | 兵庫県 尼崎市 |
| HS 09  | 尼崎駅     | 0.9      | 10.1     | ●        | 阪神電気鉄道： 本線（快速急行は一部を除き神戸三宮駅まで直通運転） | 地上区間   | 兵庫県 尼崎市 | 兵庫県 尼崎市 |

1. ↑  運転系統としての「高野線」。同線の正式な起点は汐見橋駅。

ドーム前駅 - 桜川駅間で下り線がわずかに大阪市大正区を通る。

## その他
- 阪神なんば線の開業を記念して以下のような企画や乗車券の発売が行われた。
  - 山崎製パンの一部の商品で、阪神なんば線のロゴや車両の絵が印刷されたものが発売された[82]。また、開業日からは大阪新阪急ホテルで阪神1000系をあしらった和風ロールケーキ「阪神なんば線ロール」を発売した[83]。
  - 2009年（平成21年）3月8日から、「御堂筋オープンフェスタ2009」が開催される5月10日まで、御堂筋に開業記念バナー（幟）を掲出していた。また、3月6日から約1か月間は南堀江のオレンジストリートにもバナーが掲出された[84]。
  - 開業1か月前の2009年（平成21年）2月20日から、近鉄奈良線（近鉄奈良駅 - 大阪難波駅）、阪神なんば線と阪神本線（大阪難波駅 - 尼崎駅 - 三宮駅）が1日間乗り放題となる「阪神⇔近鉄お試しチケット」が大人用20000枚、小人用2000枚の枚数限定で発売されたが、大人用については発売後わずか半日で完売した[85]。
  - 同年5月20日から6月29日には、「阪神・近鉄直通運転開始記念 お伊勢さんきっぷ」を大人用10000枚、小人用1000枚の枚数限定で発売した。これには往復（加えて伊勢志摩地区内）の近鉄特急券の引き換え券、そして近鉄の最寄り駅から伊勢神宮までの三重交通バス往復乗車券がそれぞれ付いた。
- 開業1周年を記念してラジオドラマ『三月の花嫁 on ドラマティックロード』が2010年2月20日から3月20日までFM大阪で放送され、3月27日と29日に同じ阪急阪神グループのエフエムキタ（ウメダFM Be Happy!789）でも放送された。
- 2009年（平成21年）に初めて発売された南海電気鉄道・阪堺電気軌道・南海バスなどとの共同企画乗車券「堺・住吉まん福チケット」の阪神版・山陽版が2010年に発売され、阪神なんば線なども利用できるようになった[86]。反対に、南海電気鉄道は同社沿線から神戸方面へ行くための企画乗車券を発売していなかったが、2012年1月から「『KOBE de 清盛』1dayパス（南海版）」[87]を、さらにそれに続いて同年5月25日からも関西空港駅のみでの発売ではあるが「神戸アクセスきっぷ」 [注 38]をそれぞれ発売開始した。
- 2018年3月17日配信開始の阪神電車公式アプリにおいて、当日より乗り入れ先の近鉄と[27]、2020年3月24日から（大阪）難波・桜川（汐見橋）駅で接続する南海と[88]、2021年11月1日から西九条・大阪難波駅で接続するJR西日本（WESTER）[89]の各公式アプリとそれぞれ「列車走行位置」での連携を行っている。
- 2023年には、阪神なんば線沿線の京セラドーム大阪を本拠地とするオリックス・バファローズと、本線沿線の阪神甲子園球場を本拠地とする阪神タイガースの両球団がリーグ優勝、クライマックスシリーズも勝ち抜いて日本シリーズで対戦することとなり、阪神電鉄でも「なんば線シリーズ」と題して記念乗車券を発売した[90]。

## キロポストについて
前述のような歴史的経緯から、阪神なんば線では距離を示すキロポストが3つに分かれている。（矢印の方向にキロ数が増える）
1. 尼崎駅→千鳥橋駅
旧伝法線として開通した区間を尼崎起点でキロポストを打っているため。
2. 千鳥橋駅→西九条駅
西九条への延伸（難波延長線第1期工事）に際して、千鳥橋から西九条へ向けての新たな0キロポストを設けたため。
3. 西九条駅→大阪難波駅
西大阪高速鉄道が建設した区間を西九条起点でキロポストを打っているため。